# The Amazing Race en Discovery Channel
The Amazing Race en Discovery Channel es un reality show transmitido por Discovery Channel, producido por RGB Entertainment en asociación con Disney Media Networks Latin America. La Producción Ejecutiva estuvo a cargo de Dario Turovelzky. The Amazing Race en Discovery Channel muestra 11 equipos (de 2 integrantes cada uno, con una relación personal preexistente) en una carrera por América Latina para ganar 250.000 dólares. Este reality es la versión latinoamericana del popular reality estadounidense The Amazing Race. El anfitrión del programa es el periodista guatemalteco Harris Whitbeck.
Las inscripciones fueron aceptadas del 17 de noviembre de 2008 hasta el 31 de enero de 2009. Los 13 episodios se emitieron en Latinoamérica desde el 20 de septiembre hasta el 13 de diciembre de 2009. Discovery confirmó una segunda temporada del reality cuyas audiciones comenzarían el 13 de diciembre de 2009 y concluirían el 8 de febrero de 2010.

## Producción

### Desarrollo y Filmación
The Amazing Race en Discovery Channel duró 23 días y viajó cerca de 25,000 kilómetros, la filmación comenzó el 27 de mayo de 2009 y terminó el  18 de junio de 2009, los equipos compitieron en nueve países Brasil, Argentina, Chile, Perú, Colombia, Panamá, República Dominicana, Costa Rica y México.

### Reparto
Once equipos participaron en la primera temporada de The Amazing Race en Discovery Channel siendo la primera vez que participan representantes de países como: Argentina, Venezuela, Chile, México, Colombia y Panamá (ya habían participado equipos brasileños en The Amazing Race: A Corrida Milionária)

## Resultados
Los siguientes equipos participaron en la carrera, con sus relaciones al momento de la filmación. Las posiciones están en la lista por orden de llegada:
| Equipo              | Relación          | Posición (por etapas) | Posición (por etapas) | Posición (por etapas) | Posición (por etapas) | Posición (por etapas) | Posición (por etapas) | Posición (por etapas) | Posición (por etapas) | Posición (por etapas) | Posición (por etapas) | Posición (por etapas) | Posición (por etapas) | Posición (por etapas) | Obstáculos realizados  |
| Equipo              | Relación          | 1                     | 2                     | 3                     | 4                     | 5                     | 6                     | 7                     | <8>                   | 9                     | 105                   | 11                    | 121p                  | 122p                  | Obstáculos realizados  |
| ------------------- | ----------------- | --------------------- | --------------------- | --------------------- | --------------------- | --------------------- | --------------------- | --------------------- | --------------------- | --------------------- | --------------------- | --------------------- | --------------------- | --------------------- | ---------------------- |
| Matías & Tamara     | Matrimonio        | 1.º                   | 1.º                   | 2.ºƒ                  | 2.º                   | 2.º                   | 3.º                   | 1.º                   | 2.º                   | 4.º                   | 4.º                   | 3.º                   | 3.º                   | 1.º                   | Matías 6, Tamara 5     |
| Daniel & David      | Padrino / Ahijado | 2.º                   | 10.º                  | 3.º                   | 1.º                   | 3.º                   | 6.º                   | 4.º                   | 3.º                   | 3.º                   | 2.º>                  | 2.º                   | 1.º                   | 2.º                   | Daniel 6, David 6      |
| Ferna & Fran        | Amigas            | 10.º                  | 3.º                   | 8.º                   | 5.º                   | 5.º                   | 1.º                   | 2.º                   | 1.º                   | 2.º⊃                  | 1.º<                  | 1.º                   | 2.º                   | 3.º                   | Ferna 6, Fran 6        |
| Daniel & Carlos     | Amigos            | 5.º                   | 2.º                   | 7.º                   | 4.º                   | 4.º                   | 2.º                   | 5.º                   | 5.º                   | 1.º                   | 2.º                   | 4.º                   |                       |                       | Daniel 5, Carlos 5     |
| Rodrigo & Anna      | Novios / Biólogos | 6.º                   | 8.º                   | 4.º                   | 6.º                   | 1.º                   | 4.º                   | 3.º                   | 4.º                   | 5.º⊂                  |                       |                       |                       |                       | Rodrigo 4, Anna 4      |
| Casilda & Casilda   | Madre / Hija      | 3.º                   | 6.º                   | 1.º                   | 3.º                   | 6.º                   | 7.º                   | 6.º                   | 6.º                   |                       |                       |                       |                       |                       | Casilda 3, Casilda 4   |
| Diego & Miguel      | Novios            | 7.º                   | 5.º                   | 5.º                   | 8.º                   | 7.º                   | 5.º                   | 7.º                   |                       |                       |                       |                       |                       |                       | Diego 2, Miguel 4      |
| Mario & Melissa     | Novios            | 8.º                   | 4.º                   | 9.º                   | 7.º                   | 8.º                   |                       |                       |                       |                       |                       |                       |                       |                       | Mario 3, Melissa 1     |
| Ricardo & Adriana   | Padre / Hija      | 4.º                   | 9.º                   | 6.º                   | 9.º                   |                       |                       |                       |                       |                       |                       |                       |                       |                       | Ricardo 1, Adriana 2   |
| Guillermo & Gabriel | Mellizos          | 9.º                   | 7.º                   | 10.º                  |                       |                       |                       |                       |                       |                       |                       |                       |                       |                       | Guillermo 1, Gabriel 1 |
| Nora & Ariel        | Hermanos          | 11.º                  | 11.º                  |                       |                       |                       |                       |                       |                       |                       |                       |                       |                       |                       | Ariel 1, Nora 0        |

- El lugar en rojo indica que el equipo ha sido eliminado.
- El lugar en verde indica el equipo que ganó el avance rápido.
- El lugar en azul subrayado indica aquel equipo que llegó en último lugar en una etapa no eliminatoria; sin embargo, en la próxima etapa deben pagar una multa.
- Una flecha dorada > indica el equipo que decidió utilizar el alto; la flecha contraria < indica el equipo que lo recibió; las dos flechas <> indican que durante esa etapa hubo "alto" disponible pero no fue utilizado.
- Un corchete café ⊃ indica el equipo que decidió utilizar el "retorno"; el corchete contrario ⊂ indica el equipo que lo recibió.
- Cursiva indica el lugar que conservaban los equipos en un episodio de doble duración.

1. 1 2  La etapa 12 fue una etapa de doble duración mostrada en dos episodios. En la primera parada, Harris Whitbeck les entregó la próxima pista a cada equipo informándoles que la etapa continuaba. Sin embargo, Daniel & David recibieron un premio por llegar en 1.er lugar.
2. 1 2  Daniel y David, y Carlos y Daniel terminaron en la misma ubicación (2.º) en la etapa 10. Esto se debió a que ambos equipos formaron una alianza que los llevó a terminar la etapa en el mismo momento.
3. ↑  Casilda & Casilda llegaron inicialmente 2das, sin embargo, recibieron 1 hora de penalización por no realizar el desvío que previamente habían dicho iban a realizar. De esta manera, cayeron al último puesto. No fueron eliminadas debido a que esa era una etapa no eliminatoria.
4. ↑  Casilda & Casilda llegaron últimas, sin embargo, no completaron el obstáculo. Como ellas llegaron últimas y fueron eliminadas, ninguna penalización fue aplicada.
5. 1 2  Diego & Miguel y Mario & Melissa llegaron en 7mos y 8vos. Los dos equipos no realizaron una tarea adicional y por lo tanto recibieron una hora de penalización, pero dada la situación al llegar ambos equipos en los últimos lugares, la penalización no fue aplicada y no afectó su posición en la carrera.
6. ↑  Ariel & Nora fueron llegaron inicialmente 3ros, sin embargo, recibieron 4 horas de penalización por no completar la multa. De esta manera, bajaron al 11.º lugar y posteriormente fueron eliminados.

## Premios
Al final de cada etapa se le da un premio al equipo que ocupe el primer lugar:
- Etapa 1 - Matías y Tamara: Tarjeta de crédito Visa con US$ 200
- Etapa 2 - Matías y Tamara: Tarjeta de crédito Visa con US$ 200
- Etapa 3 - Casilda y Casilda: Tarjeta de crédito Visa con US$ 300
- Etapa 4 - Daniel y David: Tarjeta de crédito Visa con US$ 300 + Nintendo DSi
- Etapa 5 - Anna y Rodrigo: Tarjeta de crédito Visa con US$ 300 + Wii
- Etapa 6 - Ferna y Fran: Tarjeta de crédito Visa con US$ 400 + PDA Palm
- Etapa 7 - Matías y Tamara: Tarjeta de crédito Visa con US$ 400 + Wii
- Etapa 8 - Ferna y Fran: Tarjeta de crédito Visa con US$ 500 + PDA Palm
- Etapa 9 - Daniel y Carlos: Tarjeta de crédito Visa con US$ 600 + Nintendo DSi
- Etapa 10 - Ferna y Fran: Tarjeta de crédito Visa con US$ 800 + PDA Palm
- Etapa 11 - Ferna y Fran: Tarjeta de crédito Visa con US$ 1000 + PDA Palm + Estadía en el Hotel Fairmont en la Riviera Maya, México en la suite presidencial con tratamiento en spa y desayunos incluidos.
- Etapa 12, 1.ª parada - Daniel y David: 2 Boletos por Mexicana de Aviación + 7 Noches en el Estado de Yucatán (2 Noches en el Hotel Mayaland Resort, en Chichén Itzá + 3 Noches en la Hacienda Xcanatun, en Mérida + 2 Noches en el Hotel Loch Uxmal, en Uxmal.
- Etapa 12, 2.ª parada - Matías y Tamara: Premio mayor de 250.000 dólares.

## Resumen de la carrera

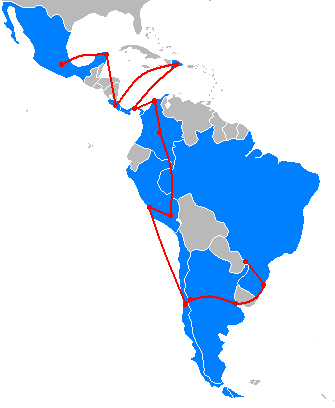
Mapa de la ruta.

### Etapa 1 (Brasil)

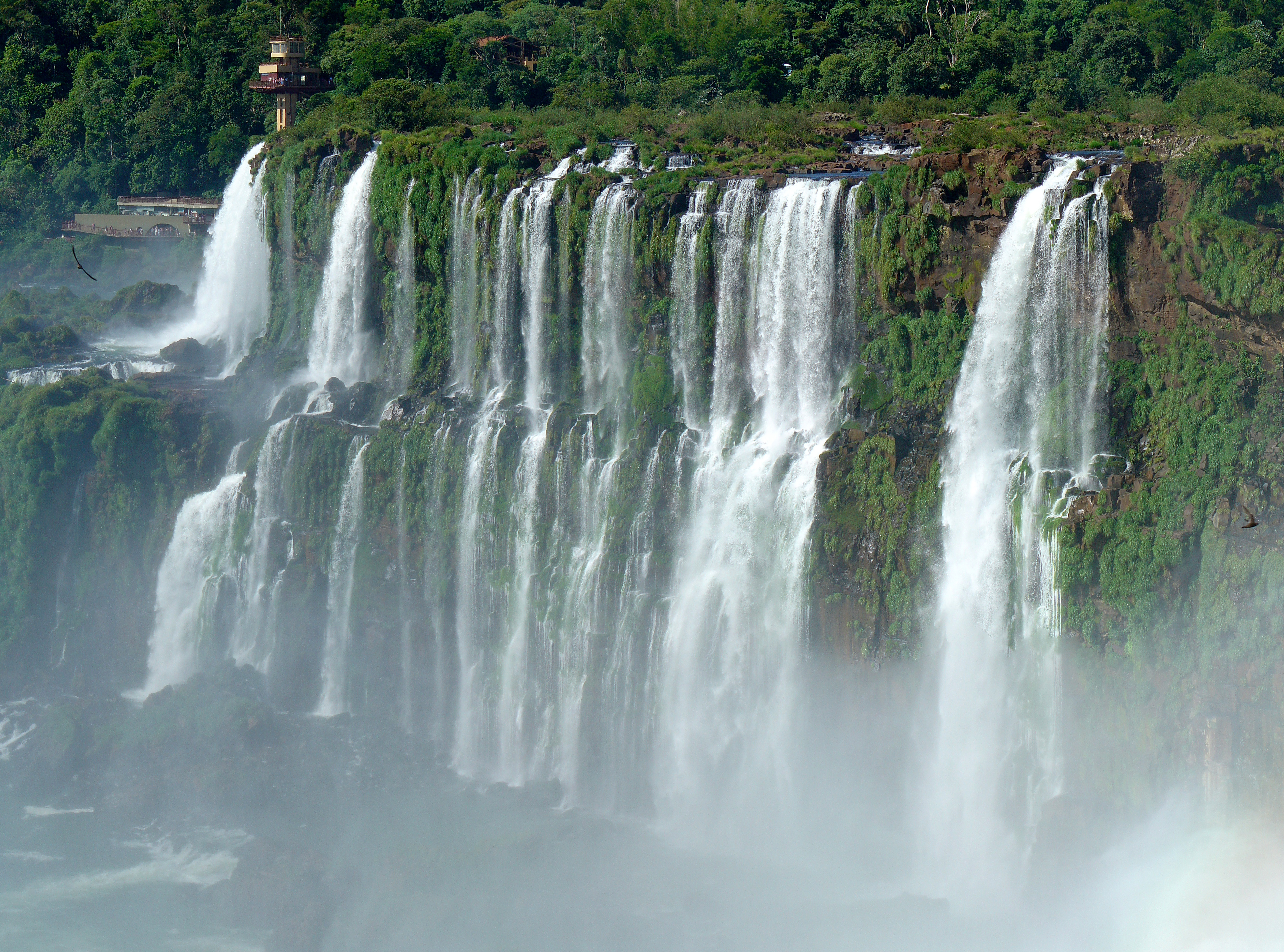
Las Cataratas de Iguazú fue la línea de salida de esta temporada.

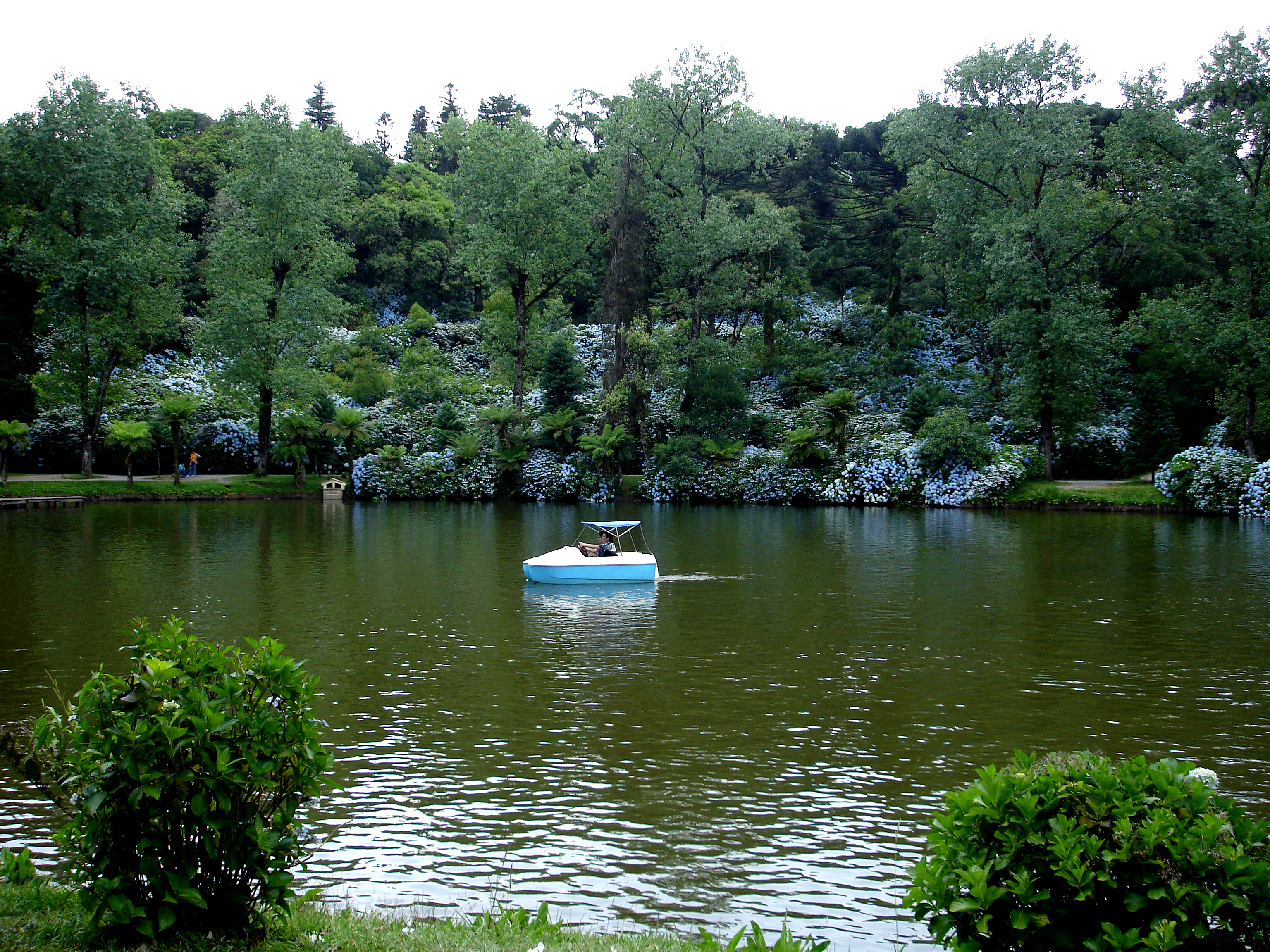
El desvío Flores se realizó en Lago Negro.

- Foz do Iguaçu, Brasil  (Parque Nacional do Iguaçu - Cânion Iguaçu Archivado el 3 de diciembre de 2008 en Wayback Machine..)
- Foz do Iguaçu (Aeropuerto Internacional de Foz do Iguaçu) a Porto Alegre, Rio Grande do Sul (Aeropuerto Internacional Salgado Filho).
- Porto Alegre (Hotel Deville)
- Gramado (Pórtico Taquara)
- Gramado (Mini Mundo)
- Gramado (Hotel Ritta Höppner (enlace roto disponible en Internet Archive; véase el historial, la primera versión y la última).)

- Desvío ¿Flores o Árbol?

Flores: Llegar al Lago Negro, y una vez allí, tomar un bote cisne y pedalear hasta llegar al otro borde, tomar las flores que les entregaba el habitante de la villa, y pedalear de regreso y entregar las flores a otra habitante del pueblo que les entregaría la pista.
Árbol: Llegar a "Aldeia Do Papai Noel" (Aldea de Papa Noel). En ese lugar las parejas buscaron un "mimo" con sus nombres en "Arvore dos desejos" (El Árbol de los Deseos); después debían entregárselo al duende para obtener su próxima pista.
Tareas Adicionales
- En las cataratas "Garganta do Diabo" (Garganta del Diablo), los participantes debían encontrar unas bicicletas en "spaço Naipi" y manejarlas hasta "Mirante 2", posteriormente caminar hasta la entrada del cañón Iguazú y encontrar la próxima pista.
- En el cañón Iguazú, los equipos debían hacer rapel, después ir hasta la rivera del río Iguazú, una vez allí, hacer rafting durante 4 km, hasta el puerto Macuco, donde encontrarían su próxima pista.
- En el Mini Mundo, los equipos debían hacer relación entre los personajes del minimundo con los lugares en los que estos se encontraban. Si la relación era correcta, los equipos recibirían su próxima pista.

- Ganadores de la etapa: Matías y Tamara
- Con multa: Ariel y Nora (etapa no eliminatoria)

### Etapa 2 (Brasil → Argentina)

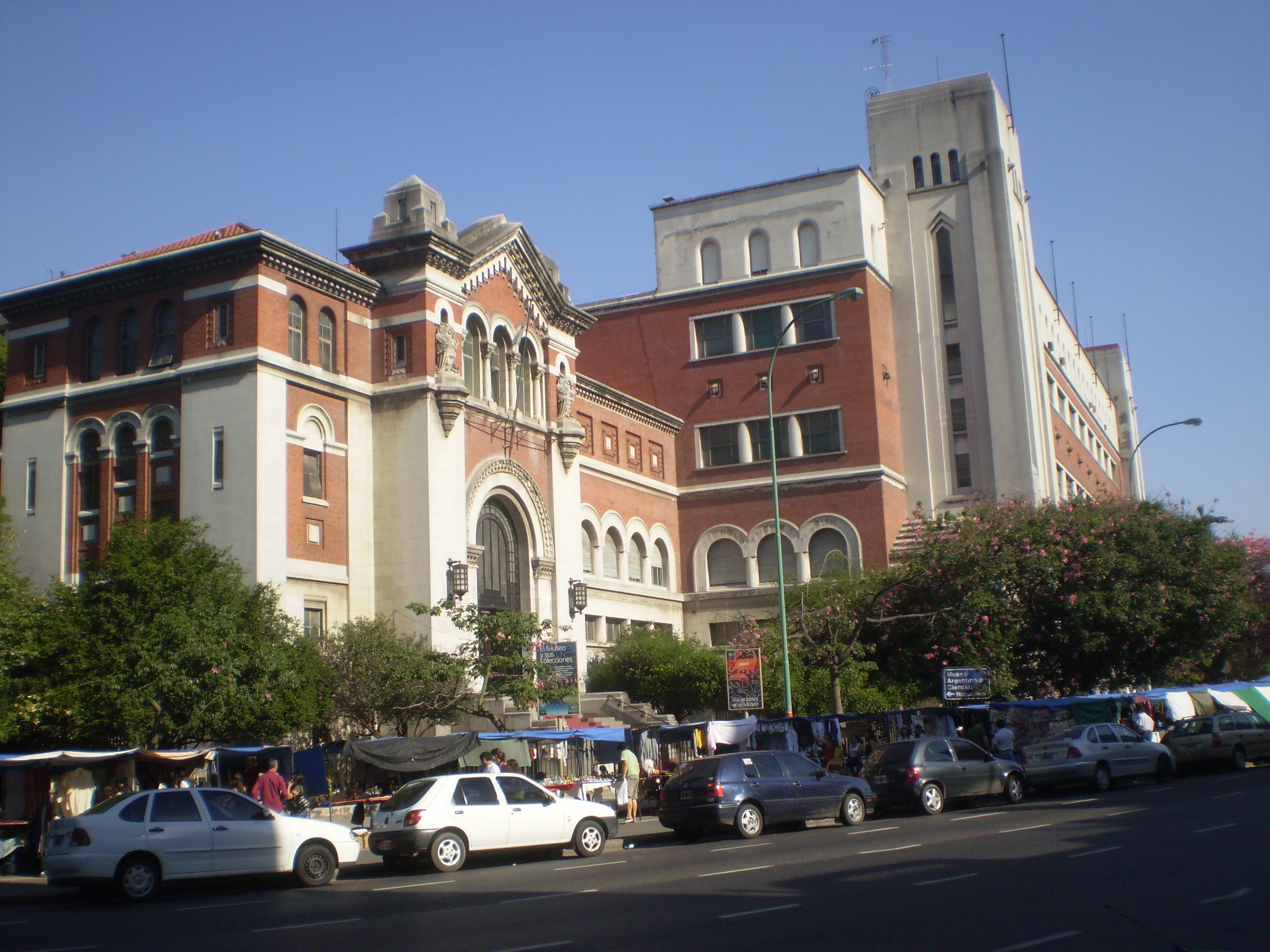
En el Museo Argentino de Ciencias Naturales los equipos debían armar un Tiranosaurio Rex en escala.

- Porto Alegre (Estadio Olímpico Monumental)
- Porto Alegre, Brasil  (Aeropuerto Internacional Salgado Filho) a Buenos Aires, Argentina  (Aeropuerto Internacional Ministro Pistarini)
- Buenos Aires (Museo Argentino de Ciencias Naturales)
- San Isidro (Centro de Entrenamiento Jockey Club)
- Buenos Aires (Zoológico de Buenos Aires)
- Buenos Aires (Plaza de las Naciones Unidas)

- Obstáculo: Buscar una maleta con el uniforme de portero de fútbol, ponérselo y después atajar un tiro penal en un tiempo límite de 5 minutos; si no lo lograban en el tiempo reglamentario, debían dejar al miembro de otro equipo intentarlo.
- Multa: Ariel y Nora debían manejar una van y repartir 5 bultos de periódicos en puestos de revistas.
- Desvío: ¿Caballos o Caballerizas?

Caballos: Montar en caballo por los 10000 m de la pista del hipódromo y buscar dos banderas.
Caballerizas: Ir a las cabellerizas y limpiarlas.
Tareas Adicionales
- En el Museo Argentino de Ciencias Naturales, los equipos debían armar un Tiranosaurio Rex en escala, luego llevarlo donde el paleontólogo que lo revisaría, si estaba correctamente armado, el paleontólogo les daría la siguiente pista.
- Después de salir del Hipódromo, los participantes debían alquilar un "remìs" para ir al zoólogico de Buenos Aires; ahí encontrarían a una estatua humana, quien después de darle una moneda, les entregaría la siguiente pista.

- Ganadores de la etapa: Matías y Tamara
- Eliminados: Ariel y Nora

### Etapa 3 (Argentina)

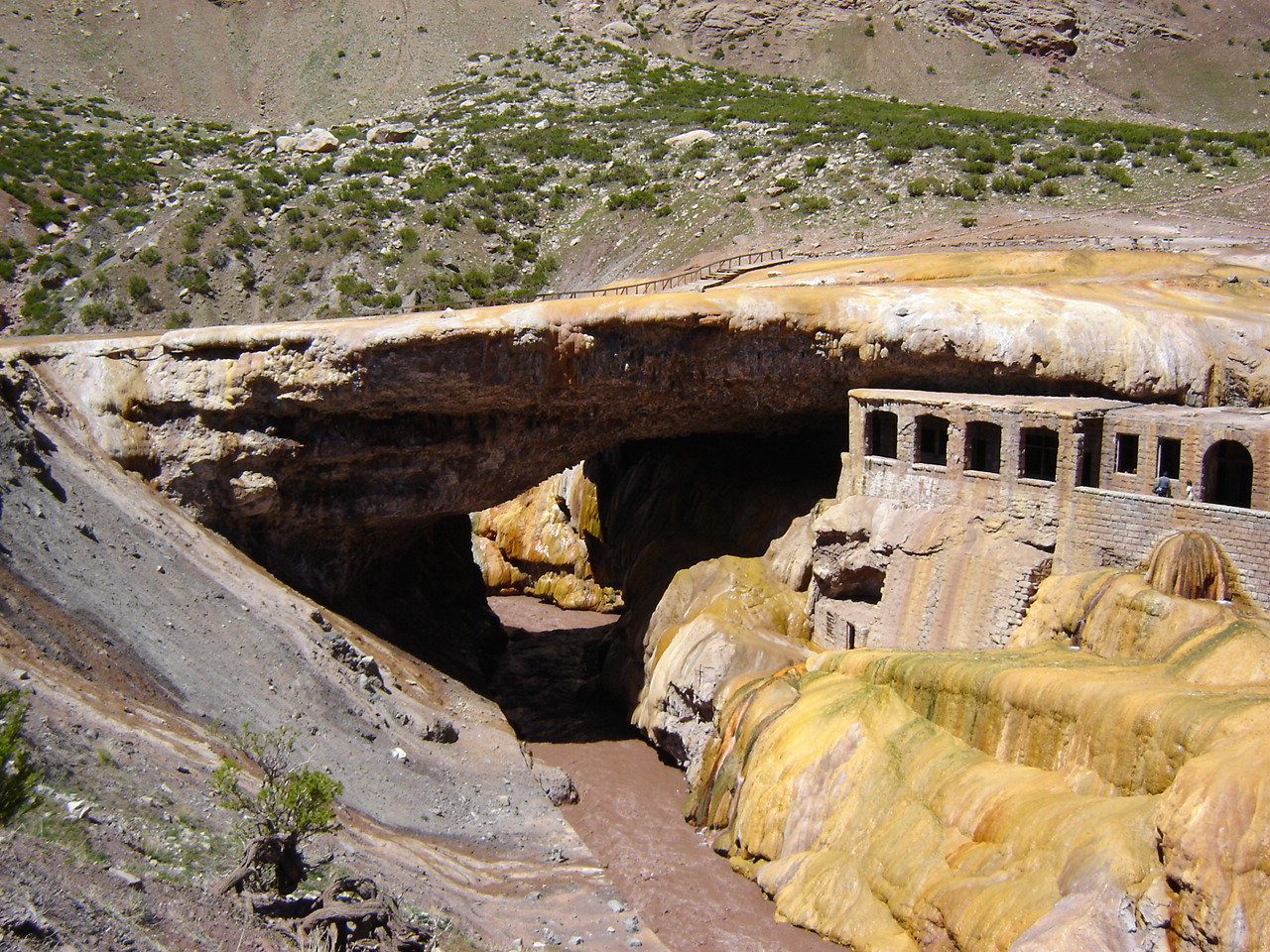
Puente del Inca, lugar donde los concursantes enviaron postales a sus familias.

- Buenos Aires, Argentina  (Aeroparque Jorge Newbery) a Mendoza, Provincia de Mendoza Argentina  (Aeropuerto Internacional Gobernador Francisco Gabrielli)
- Mendoza (Parque San Martín)
- Cerro de la Gloria
- Luján de Cuyo (Bodega Ruca Malén)
- Potrerillos (Mendoza) (Rotonda)
- Villa Puente del Inca (Feria de Puente del Inca)
- Provincia de Mendoza (Parque Provincial Aconcagua - Mirador Aconcagua)

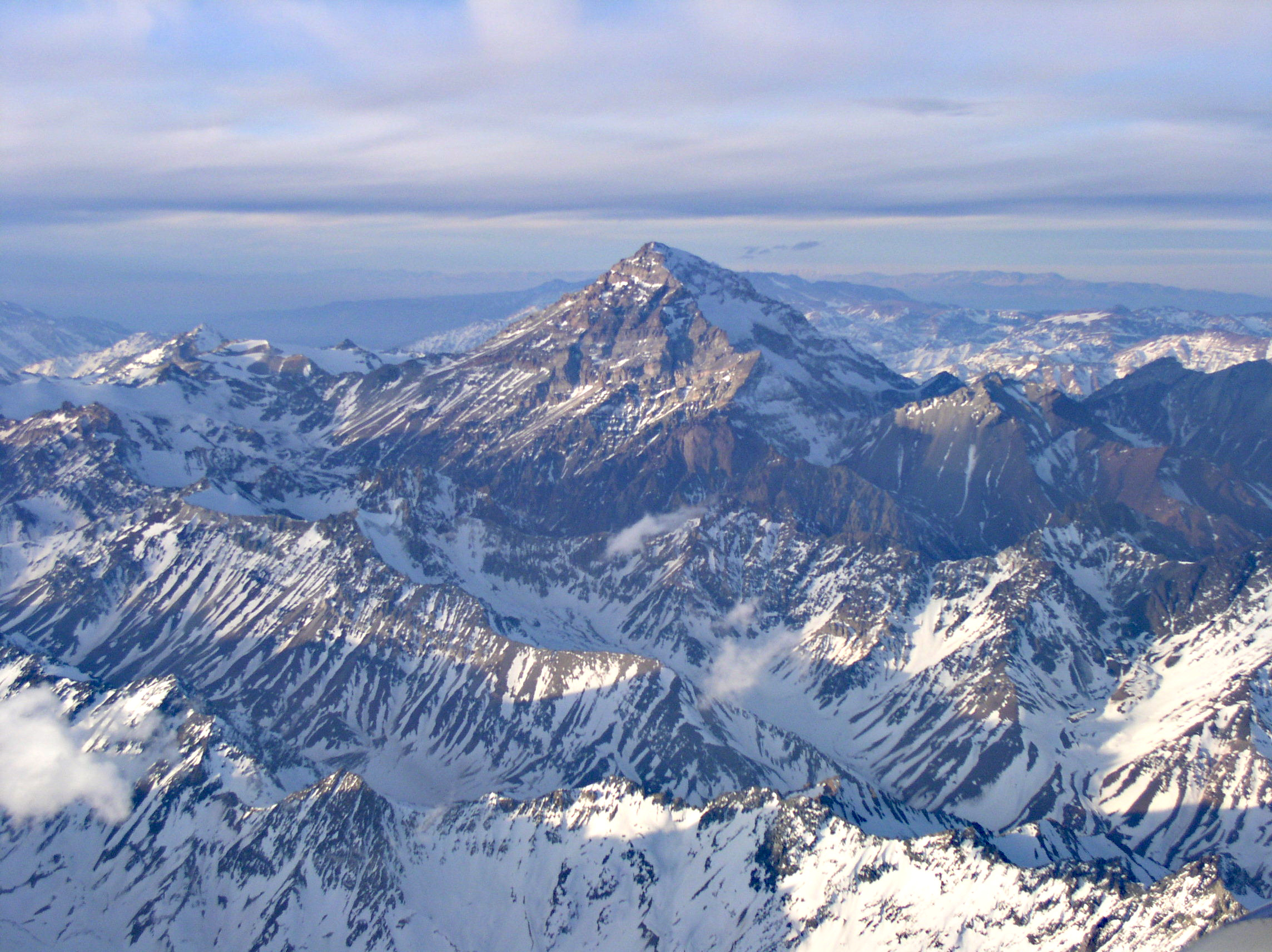
El mirador del Aconcagua fue la parada de esta etapa.

- Avance Rápido: Desplazarse al Cerro de la Gloria, y organizar 1.000 soldaditos de juguete en un orden específico; al lograrlo, obtendrían la pista que los llevaría directo a la parada de la etapa.
- Obstáculo: Buscar entre los viñedos una caja con botellas de vino de 3 colores diferentes, posteriormente etiquetarlas y meterlas en una caja. Al terminar, el jefe de producción del viñedo les entregaría su próxima pista.
- Desvío: ¿Aire o Piedras?

Aire: Conducir a la base de operaciones de "Argentina Rafting"; estando allí, lanzarse por una tirolesa de 400 metros y, al llegar al otro lado, recibirían su próxima pista.
Piedras: Conducir al "Cerro Tundiqueral", donde les sería entregada una piedra con la copia de un dibujo rupestre, y buscarían una imagen idéntica en las rocas del cerro; una vez encontrada, el chamán les daría la próxima pista.
Tareas Adicionales
- En la Villa Puente del Inca, cada integrante de la pareja tenía que comprar una postal y escribir al menos 50 palabras para ser enviada a sus familias; terminada la tarea, el encargado de la oficina postal les entregaría la próxima pista.

- Ganadores de la etapa: Casilda & Casilda
- Eliminados: Guillermo y Gabriel

### Etapa 4 (Argentina → Chile)

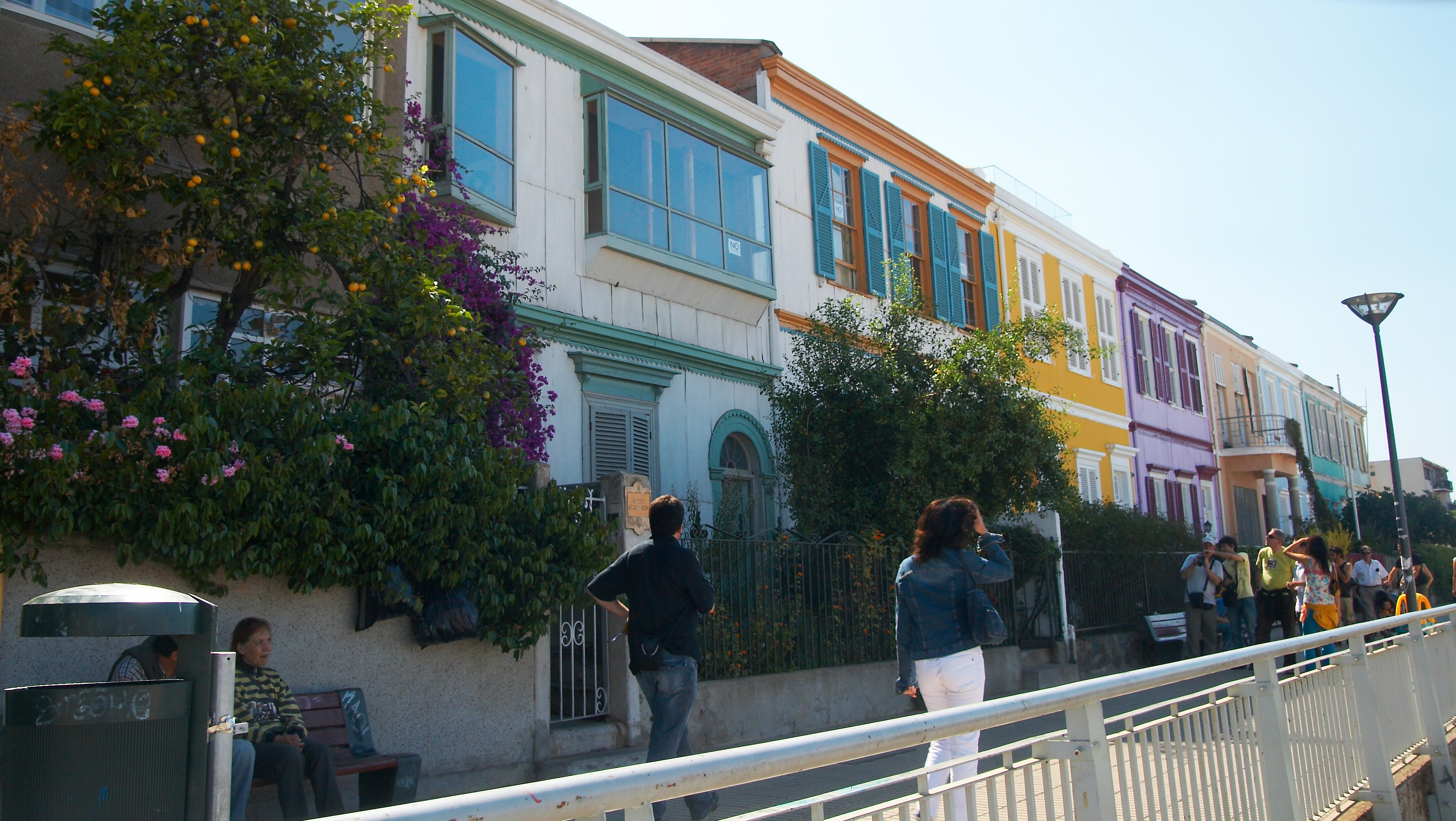
En el Paseo Atkinson tenían que encontrar a una niña que les entregaría su siguiente pista.

- Provincia de Mendoza, Argentina  a Santiago, Chile
- Santiago (Estación Baquedano - Bibliometro)
- Santiago (Estación Baquedano) a (Estación Pajaritos)
- Santiago (Estación Pajaritos) a Valparaíso (Terminal Rodoviario de Valparaíso)
- Valparaíso (Ascensor Concepción)
- Valparaíso (Paseo Atkinson)
- Valparaíso (Ascensor El Peral)
- Valparaíso (Muelle Pratt a Muelle Barón)
- Valparaíso (Caleta Portales)
- Valparaíso (Terminal Rodoviario de Valparaíso) a Santiago (Pajaritos Bus Station)
- Santiago (Palacio de la Moneda)

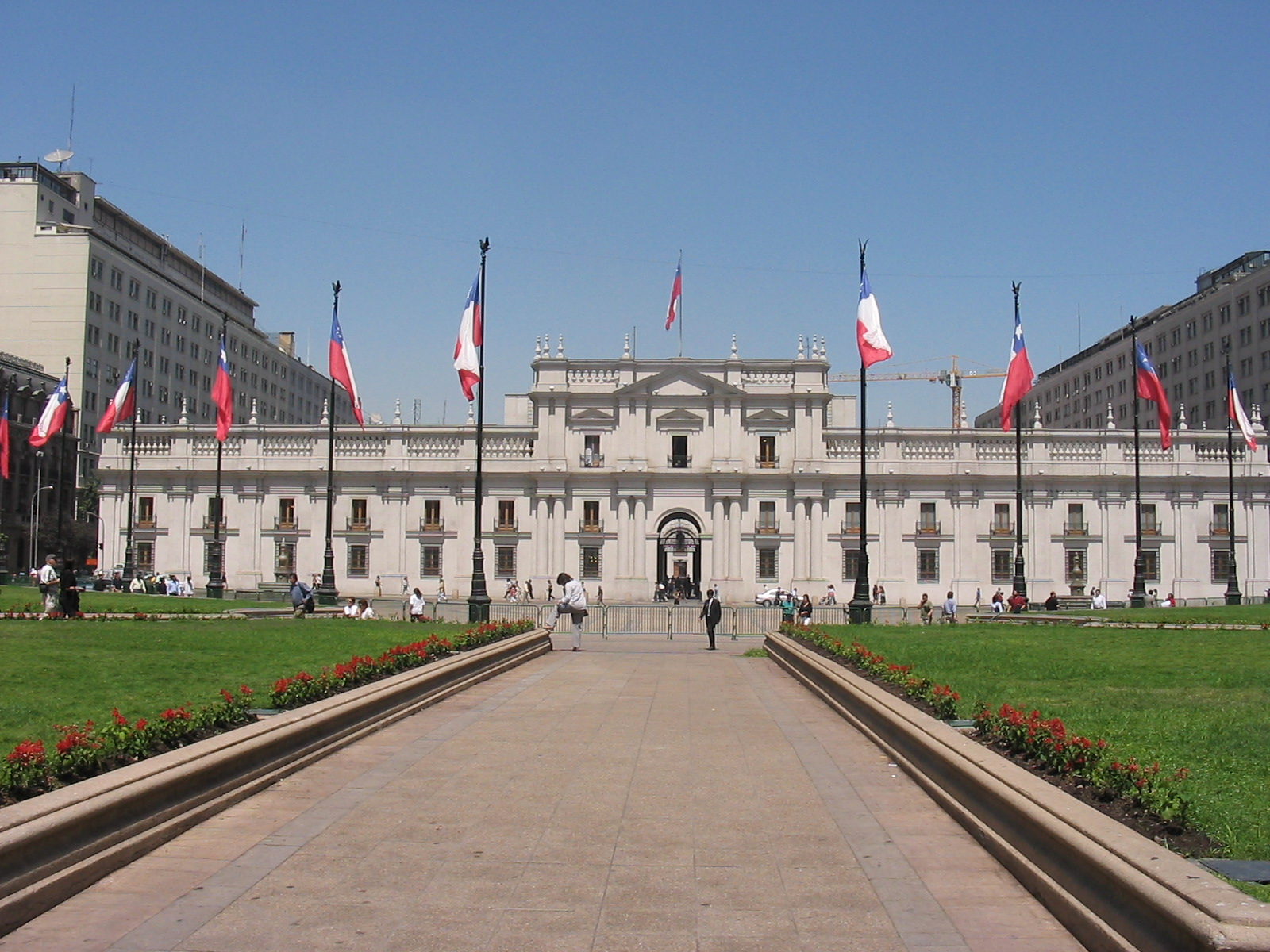
El Palacio de la Moneda fue la parada de esta etapa.

- Obstáculo: Saltar desde un muelle al agua, para después nadar 30 metros por debajo de la estructura, después de terminar les sería entregada la próxima pista.
- Desvío: ¿Mariscos o Carnada?

Mariscos: Dirigirse a la playa y comer un plato de moluscos llamado "Mariscal frío", una vez terminado les sería entregada la próxima pista.
Carnada: dirigirse a una zona cercana a la playa y tendrían que colocar 100 anzuelos en similar número de carnadas; terminada la tarea les sería entregada la siguiente pista.
Tareas adicionales
- En la Estación Baquedano, los equipos debían encontrar el "bibliómetro", una librería en una estación del metro, y pedir una copia del libro "Historia de la vida privada en Chile. Tomo 2"  para recibir la próxima pista.
- Una vez en Valparaíso, los equipos debían encontrar el lugar de la carátula del libro "Historia de la vida privada en Chile. Tomo 2", y buscar a una niña idéntica a la de la portada para recibir la próxima pista.
- En Caleta Portales, los equipos tenían que buscar a un imitador de Diego Armando Maradona para recibir su próxima pista.

- Ganadores de la etapa: Daniel y David
- Eliminados: Ricardo y Adriana

### Etapa  5 (Chile → Perú)

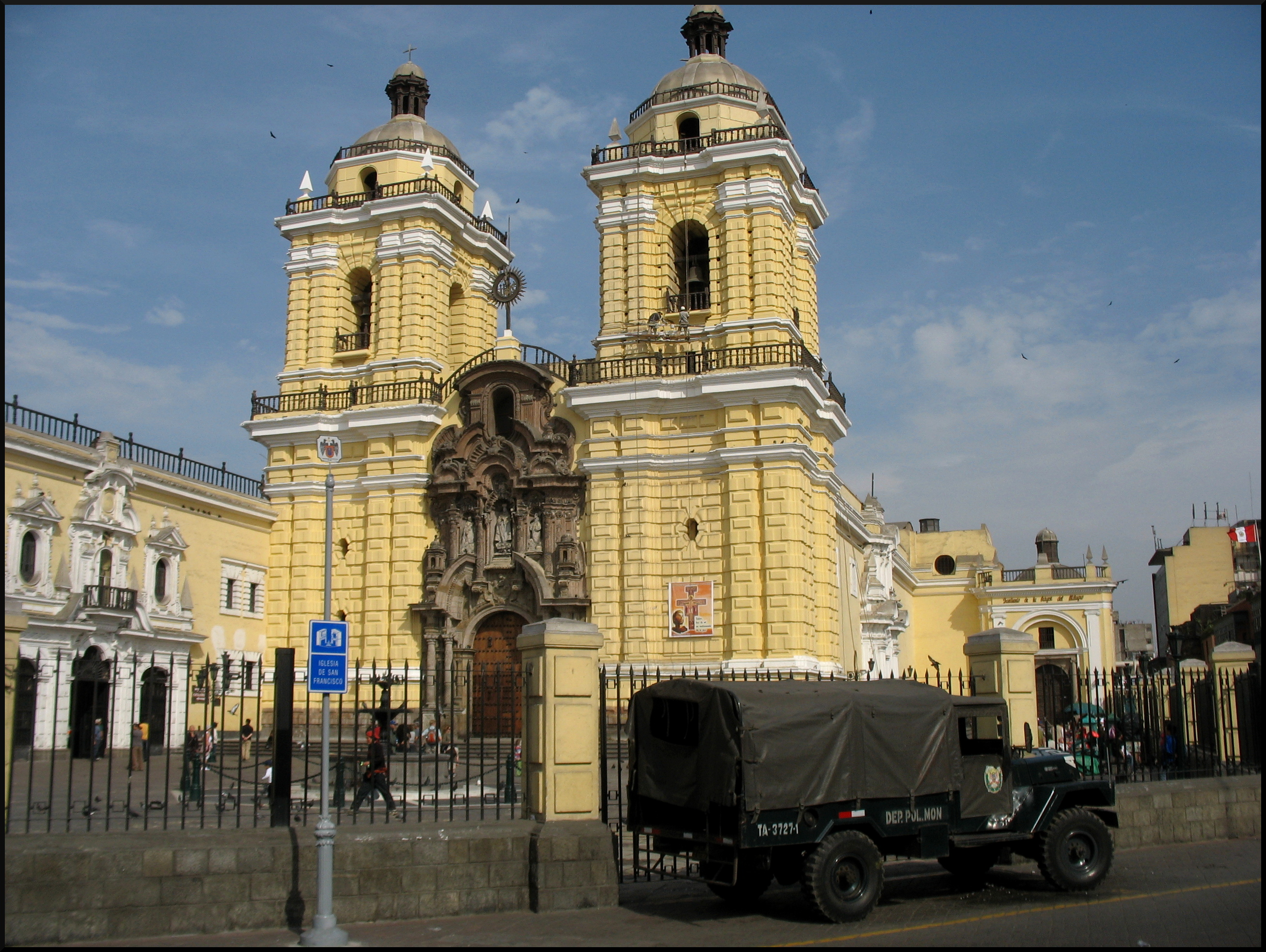
Los equipos encontraron su última pista en las Catacumbas del Convento de San Francisco de Asís.

- Santiago (Museo Interactivo Mirador)
- Santiago, Chile  (Aeropuerto Internacional Arturo Merino Benítez) a Callao, Perú  (Aeropuerto Internacional Jorge Chávez)
- Lima (Faro de la Marina)
- Lima (Playa Makaja)
- Lima (barrio chino)
- Lima (Catacumbas del Convento de San Francisco de Asís)
- Lima (Parque de La Reserva)

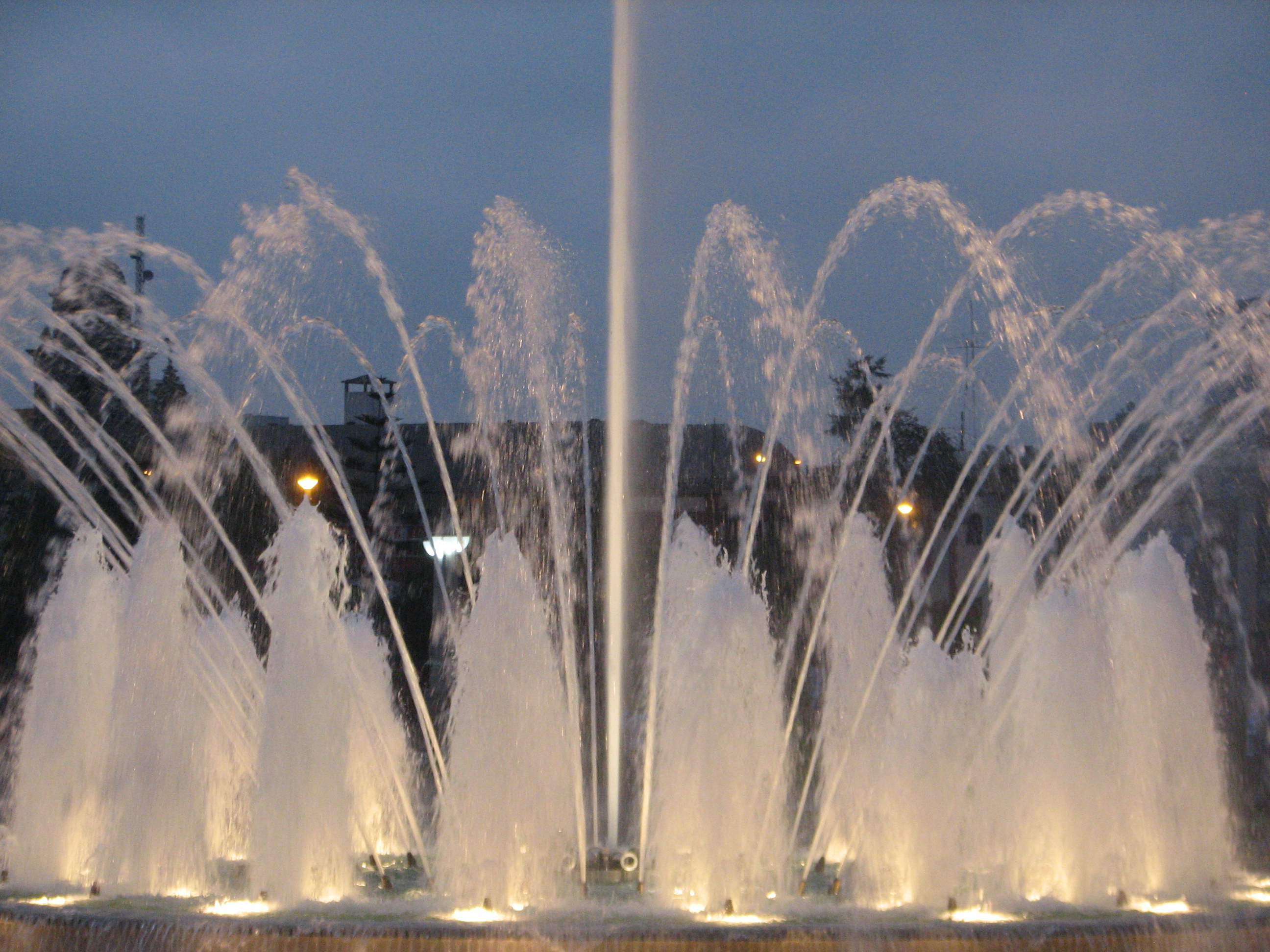
El Parque de la Reserva fue la parada de esta fase de la carrera.

- Obstáculo: Realizar tres tareas científicas en el museo

1. Formar una burbuja grande con jabón.
2. Manejar un pequeño robot para que transportara dos piedras
3. Montando en un giroscopio, leer una famosa frase. Después de realizadas las tres tareas, tomarían la siguiente pista.

- Desvío: ¿Dulce o Salado?

Dulces: Comprar un paquete de galletas de la suerte y posteriormente tendrían que encontrar la galleta que ocultaba un mensaje. Enseguida, buscar el mensaje de la galleta en las baldosas de la "Calle Capón"; una vez encontrada, les sería entregada la próxima pista.
Salado: Comprar una tabla y cuchillo para después dirigirse a un chifa y cortar 2 patos, 3 kilos de cebolla y 10 cabezas de ajo; completada la tarea recibirían su próxima pista.
Tareas Adicionales
- En la playa de Makaja, los equipos tenían que trasladarse en una tabla de surf hasta una boya y luego volver, después les sería entregada su próxima pista.

- Ganadores de la etapa: Anna y Rodrigo
- Eliminados: Mario y Melissa

### Etapa 6 (Perú)

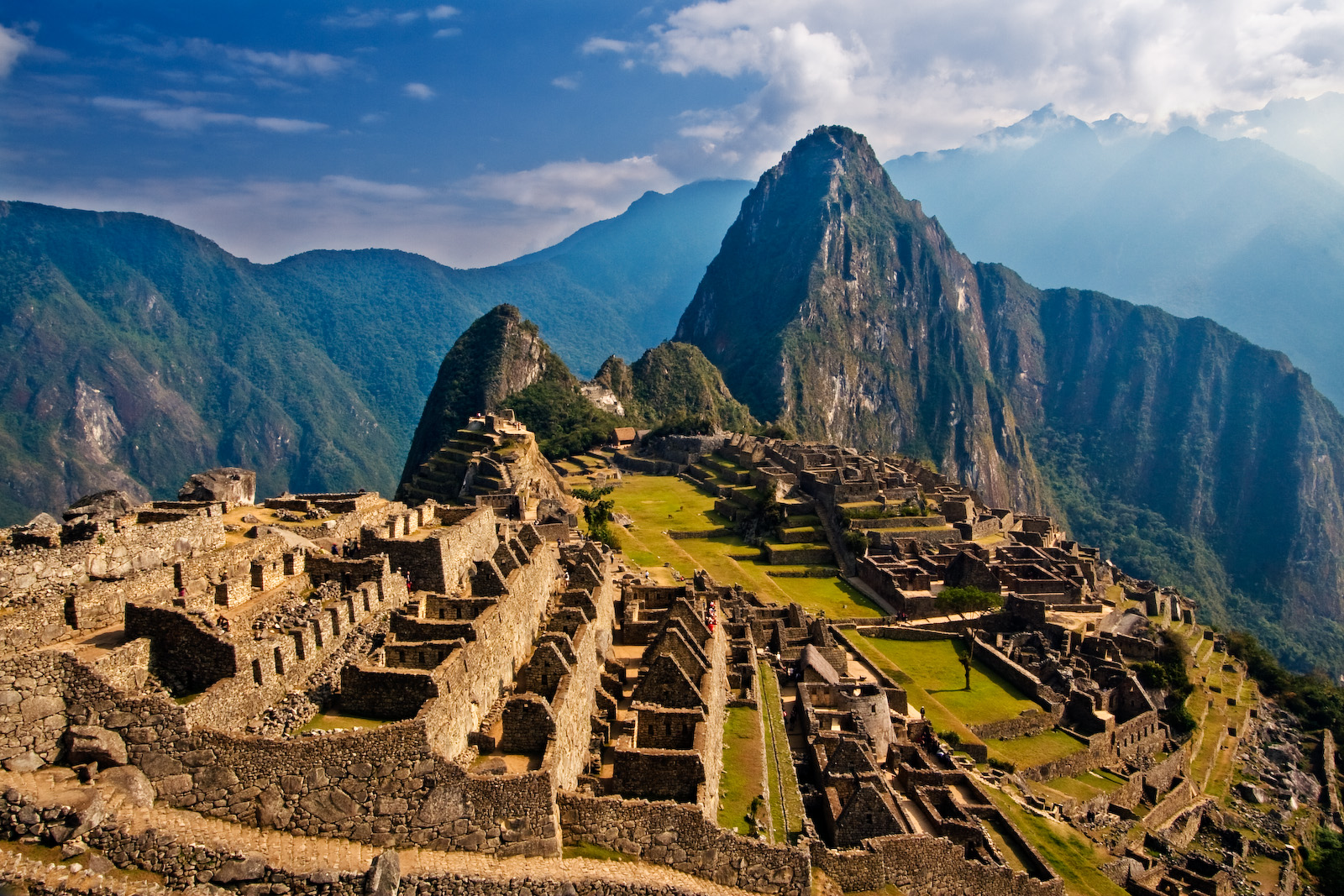
Machu Picchu fue la parada de esta etapa.

- Callao, Perú  (Aeropuerto Internacional Jorge Chávez) a Cuzco, Perú  (Aeropuerto Internacional Alejandro Velasco Astete)
- Cuzco (Hotel Europa)
- Cuzco (Plazoleta de San Blas)
- Cuzco (Action Valley)
- Pisac (Puente de Pisac)
- Pisac (Mercado)
- Pisac (Parque arqueológico de Pisac)
- Ollantaytambo (Puesto de Lanas)
- Ollantaytambo (Estación de tren de Ollantaytambo) a Aguascalientes (Estación de tren de Aguas Calientes)
- Aguas Calientes (Estación de autobuses de Aguascalientes) a Machu Picchu
- Machu Picchu (Santuario histórico de Machu Picchu - Recinto Del Guardian)

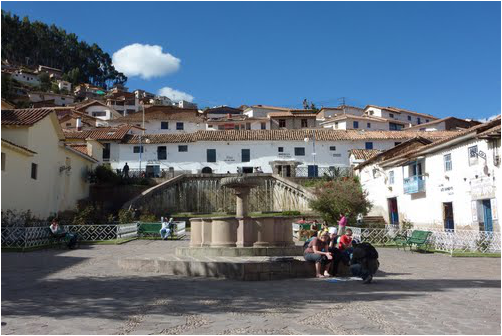
los equipos buscaron a la Ñusta María en la plazoleta de San Blas

- Obstáculo: Lanzarse en "Bungee", desde el salto de Bungee más alto de Sudamérica, cuando lo hiciera el instructor le daría la próxima pista.
- Desvío: ¿Hojas o Granos?

Hojas: Buscar, entre una variedad de hojas, tres hojas de coca, cuando las encontraran el chamán les daría la próxima pista.
Granos: transportar 100 mazorcas de maíz por una colina, cuando terminaran el cacique les daría la próxima pista.
Tareas Adicionales
- Cuando llegaran al hotel Europa, los equipos se anotaron en un listado con tres horas de salida diferentes.
- En la plazoleta de San Blas los equipos buscaron a la Ñusta María quien les daría la próxima pista.
- En el puente Pisaq los equipos tomaron un Mototaxi hasta el mercado, ahí debían buscar el puesto de mercado marcado con una bandera y recibirían la siguiente pista.
- En el puesto de lana, los equipos buscaron un Huayruro con la palabra Perú, entre varias bolas de lana, después debían llevar el Huayruro a la casa del señor Quispe, quien les entregaría la próxima pista.

- Ganadores de la etapa: Fran y Ferna
- Con multa: Casilda y Casilda (etapa no eliminatoria)

### Etapa 7 (Perú → Colombia)

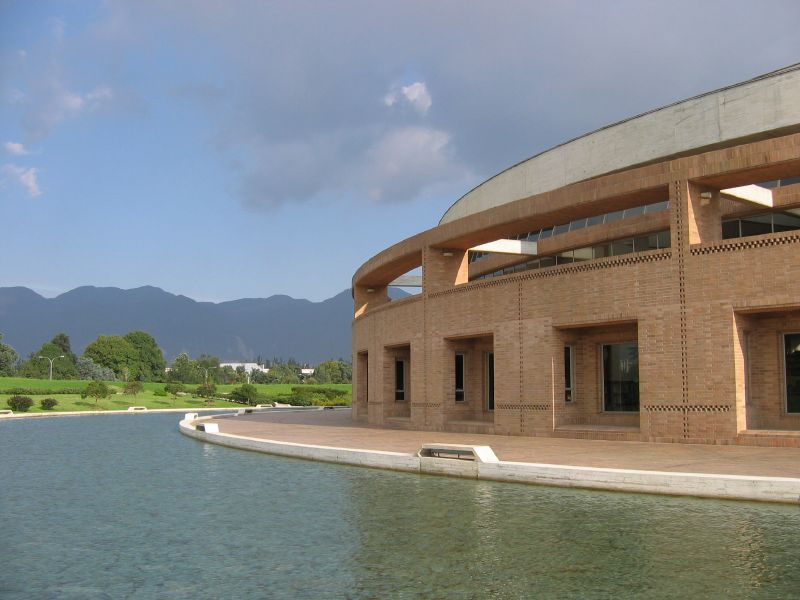
La Biblióteca Virgilio Barco fue el lugar donde los equipos realizaron el desvío "Visual".

- Cuzco, Perú  (Aeropuerto Internacional Alejandro Velasco Astete) a Bogotá, Colombia  (Aeropuerto Internacional El Dorado)
- Útica (Hotel Cañón del Río Patá)
- Fusagasugá (Hacienda Coloma)
- Bogotá (Museo Botero)
- Bogotá (Cabinas Telefónicas de ETB)
- Bogotá (Torre Colpatria)

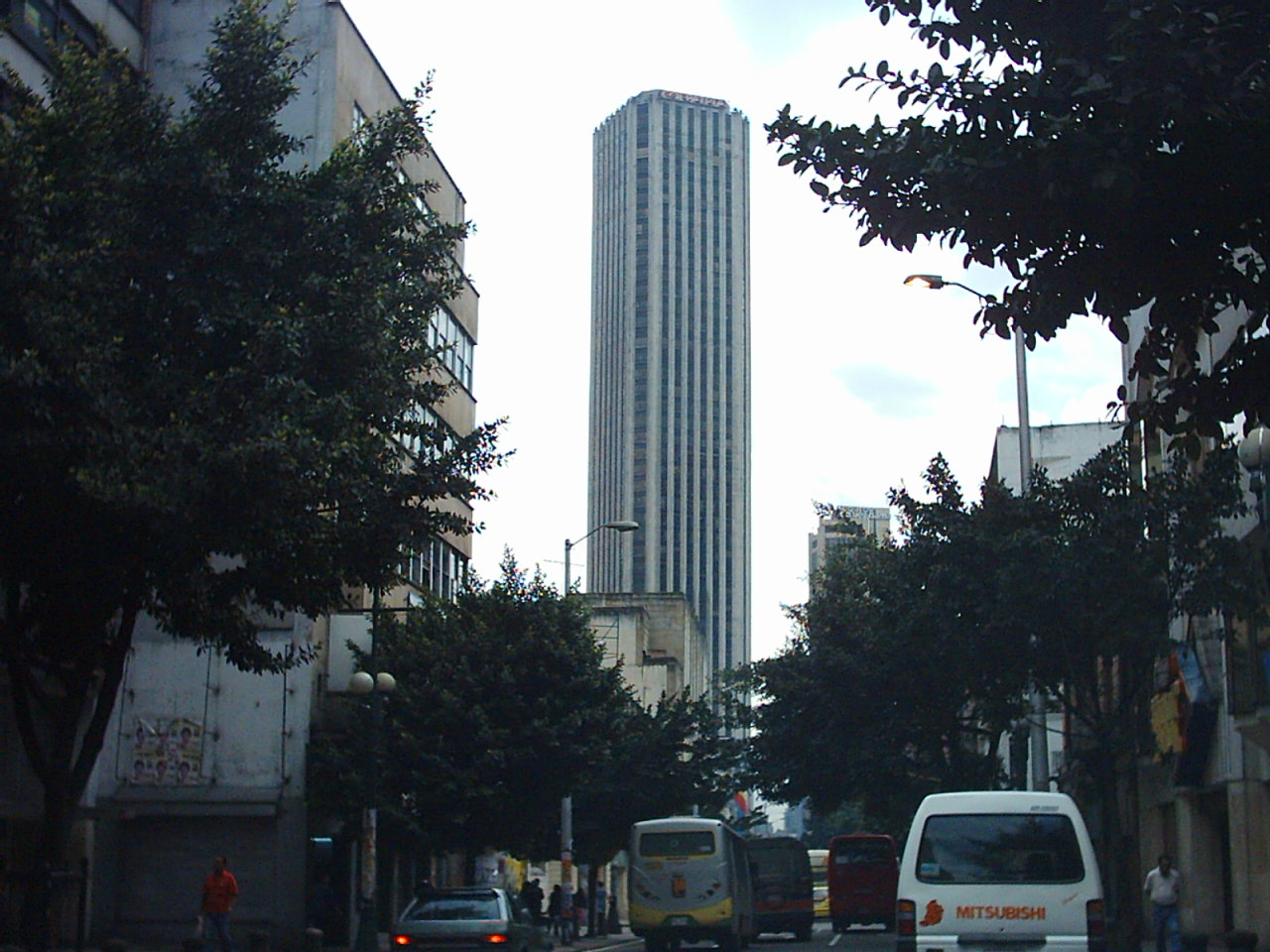
El helipuerto de la Torre Colpatria fue la parada de esta etapa de la carrera.

- Obstáculo: Viajar en cuatrimoto hasta la "Cascada La Papaya" luego hacer rappel para recibir la siguiente pista.
- Desvío: ¿Visual o Táctil?.

Visual: los equipos tenían 15 segundos para memorizar los colores de una pintura de Fernando Botero y rellenar los colores que faltaban en otra pintura, cuando ésta fuera correcta recibirían la siguiente pista.
Táctil: gastar unos minutos de su carrera y recibir una "chocolaterapia", una vez terminado éste masaje los equipos podían obtener la siguiente pista.
- Multa: Casilda & Casilda debían realizar, en las cabinas de ETB, la cual fue jugar Tejo Colombiano correctamente para así poder continuar la carrera.

Tareas Adicionales
- En la Hacienda Coloma, los equipos rellenaron, cosieron y pesaron 4 bultos de café con 20 kg cada uno para obtener la siguiente pista.
- Los equipos buscaron las cabinas telefónicas de ETB y realizaron una llamada por cobrar para escuchar la siguiente pista.

- Ganadores de la etapa: Matías y Tamara
- Eliminados: Diego y Miguel

### Etapa 8 (Colombia)

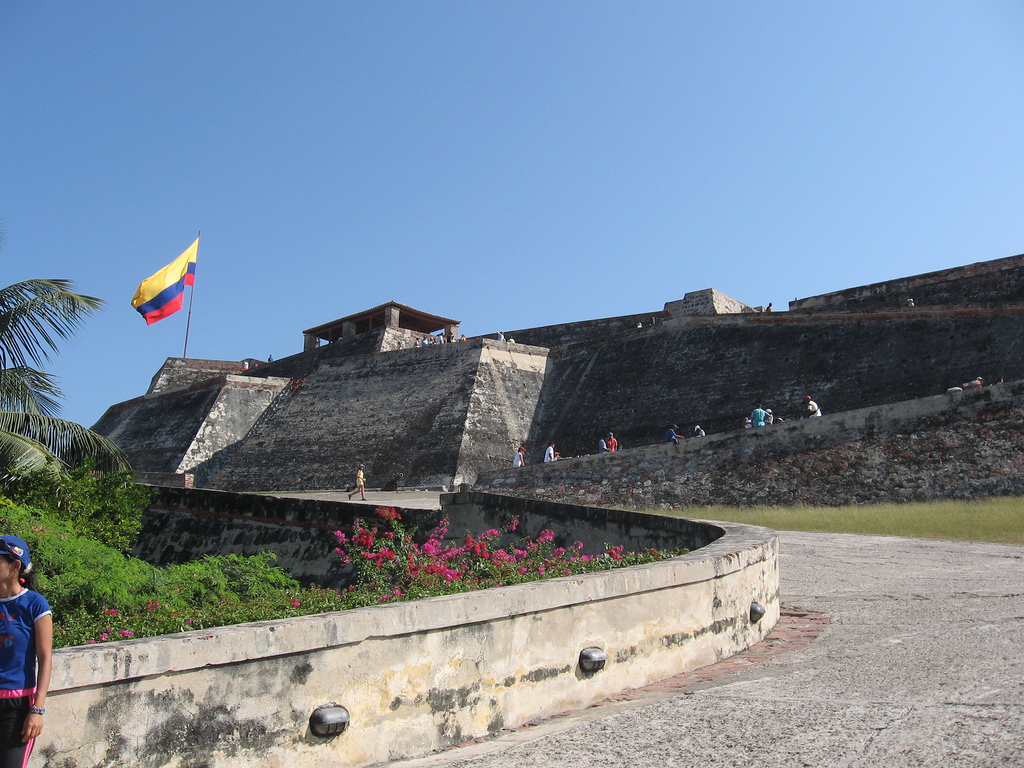
El castillo San Felipe de Barajas fue la parada de esta etapa.

- Bogotá (Portal interactivo ETB "Web check in")
- Bogotá, Colombia  (Aeropuerto Internacional El Dorado) a Cartagena, Colombia (Aeropuerto Internacional Rafael Núñez)
- Cartagena ([http://www.hotelsantaclara.com/ Hotel Sofitel Cartagena Santa Clara])
- Cartagena (Baluarte de Santiago)
- Cartagena (Parque de Las Flores)
- Cartagena (Portal de los Dulces)
- Cartagena (Castillo San Felipe de Barajas)

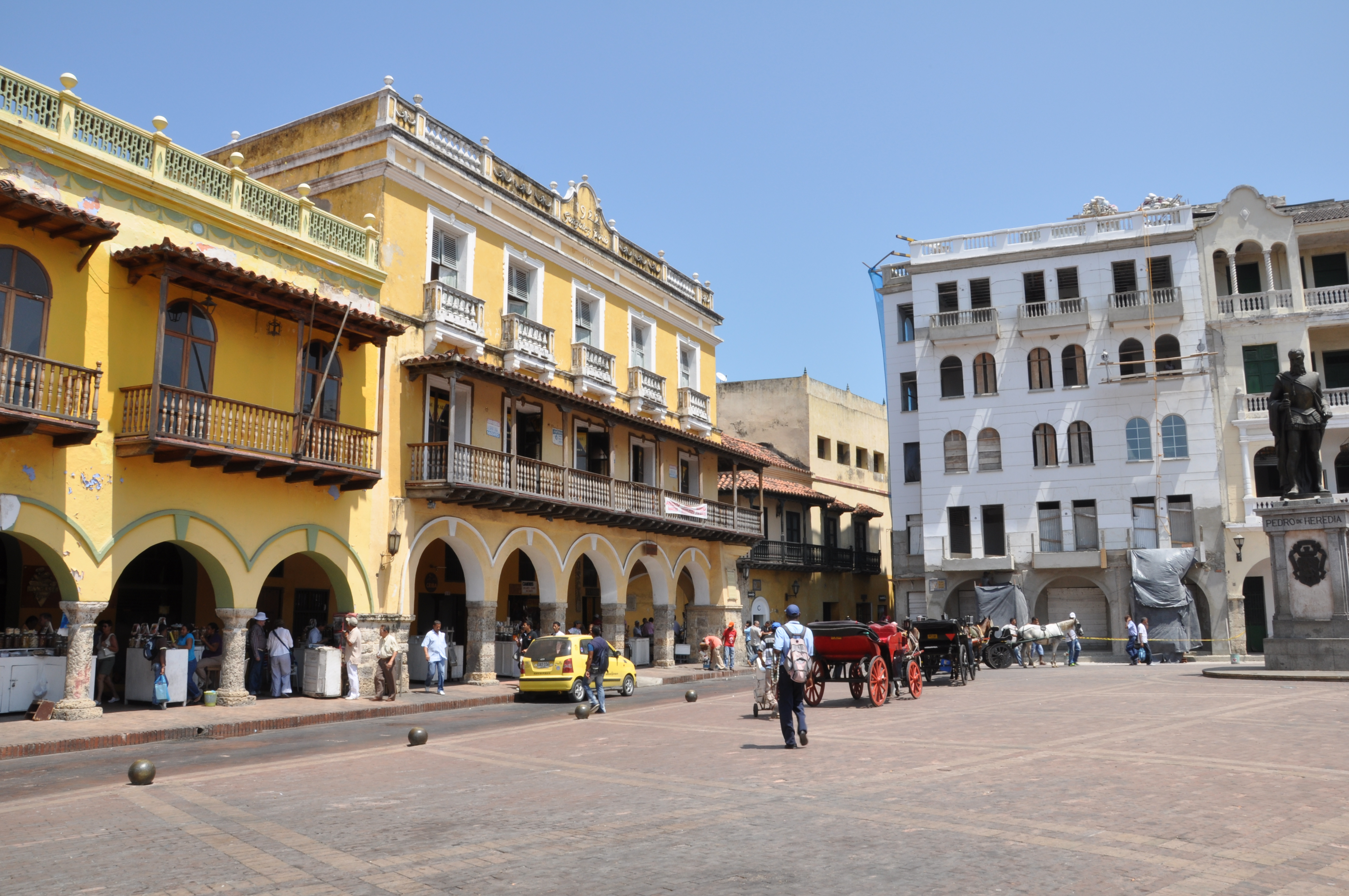
En el Portal de los Dulces se desarrolló el obstáculo de la etapa.

- Desvío: ¿Hacia adelante o Hacia arriba?.

Hacia adelante: Ir a pie hasta el baluarte Santo Domingo y recorrer la muralla para recoger doce cestas que transportarán hasta el baluarte de San Pedro Mártir donde, a cambio de los canastos, se les entregará la siguiente pista.
Hacia arriba: Ir hacia el "Muelle de Los Pegasos", encontrar el galeón pirata "Phantom" y trepar por el mástil mayor para conseguir dos banderas piratas para luego dárselas al capitán que les dará a cambio la siguiente pista.
- Obstáculo: Comer un frasco lleno de dulces típicos, cuando acabara se le daría la siguiente pista.

Tareas adicionales
- En el Portal Interactivo de ETB los equipos debían ir a la página web de AeroRepública para solicitar sus vuelos, posteriormente dirigirse al aeropuerto para obtener la siguiente pista.
- En el hotel Santa Clara los equipos debían formar con palabras sueltas una frase del libro "El amor en los tiempos del cólera" del colombiano Gabriel García Márquez; realizada la tarea, dictarla a un escriba y darla a un juez que verificaba si la frase coincidía con el fragmento real. Si era correcto, les entregaba la siguiente pista.
- En el Parque de las Flores los equipos tuvieron que buscar en los diversos locales un vendedor que les daría la siguiente pista.

- Ganadores de la etapa: Fran y Ferna
- Eliminados: Casilda y Casilda

### Etapa 9 (Colombia → Panamá)

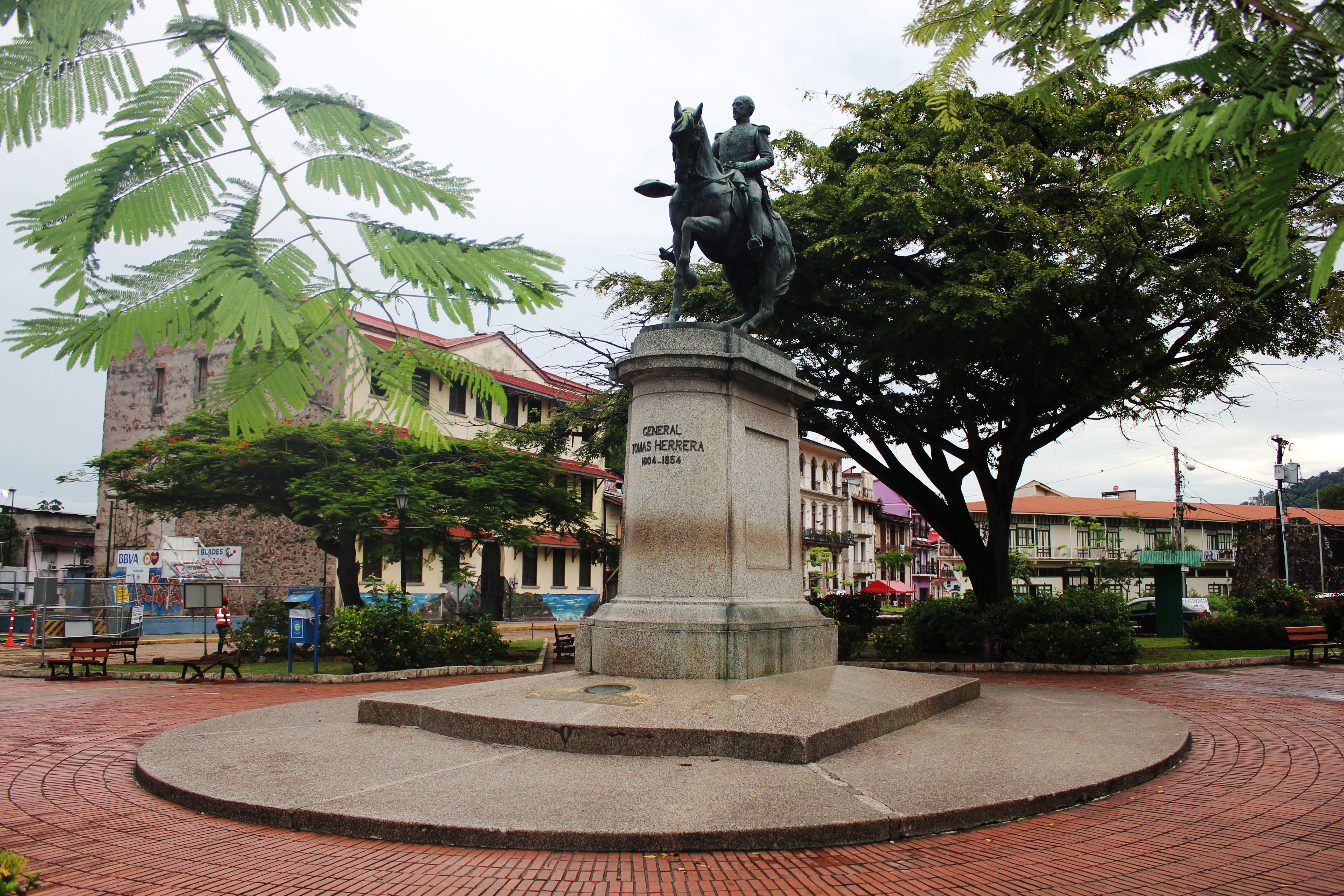
La Plaza Herrera fue donde se obtuvo la pista del desvío.

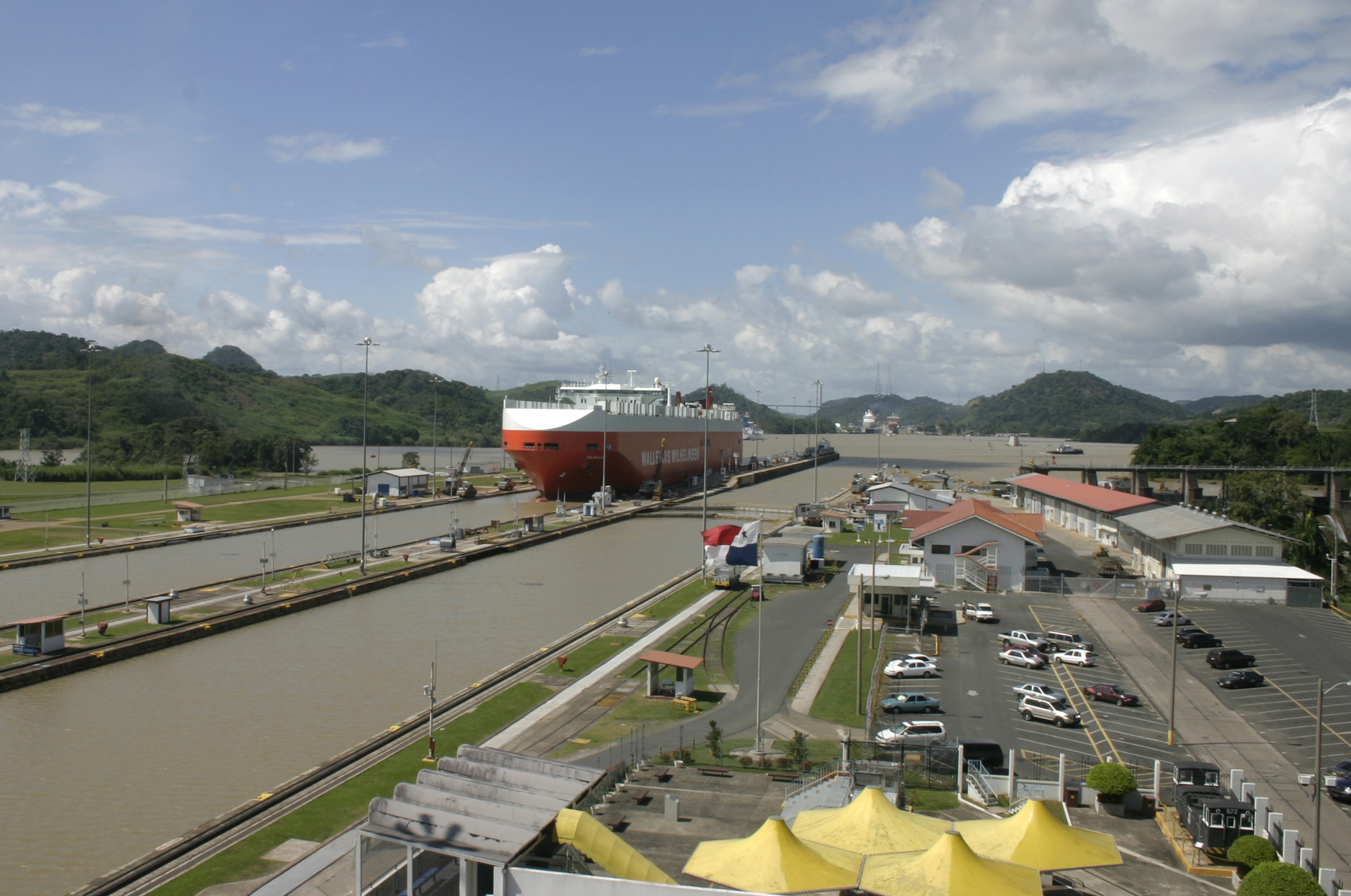
En las esclusas de Miraflores se desarrolló la opción Pasacables del desvío.

- Cartagena, Colombia  (Aeropuerto Internacional Rafael Núñez) a Ciudad de Panamá, Panamá  (Aeropuerto Internacional de Tocumen)
- Ciudad de Panamá (Figali Convention Center)
- Ciudad de Panamá (Plaza Herrera)
- Ciudad de Panamá (Estación de Corozal)
- Ciudad de Panamá (Estación Terminal del Pacífico)
- Provincia de Colón (Isla de San Antonio)
- Provincia de Colón (Gamboa Rainforest Resort)

- Desvío: ¿Pasacables o Timonel?

Pasacables: Lanzar 3 sogas sobre un mástil de barco, concluida la tarea, se les daría la siguiente pista.
Timonel: Conducir un barco en un simulador de 360° sin sufrir daño durante 15 minutos. Al finalizar la tarea, se les daría la siguiente pista.
- Obstáculo: Encontrar, entre varias lámparas dispersas en vagones, una que encienda para obtener la siguiente pista.

Tareas adicionales
- En Figali Convention Center los equipos tenían que buscar en los buses "Diablos Rojos" una imagen que se les entregó junto con la pista. Al encontrar la imagen correcta, se les daría la siguiente pista.
- Desplazarse a la isla de San Antonio para realizar tatuajes con alheña según el modelo. Concluida la tarea en forma correcta, obtendrían la siguiente pista.

- Ganadores de la etapa: Daniel y Carlos
- Eliminados: Anna y Rodrigo

### Etapa 10 (Panamá → República Dominicana)

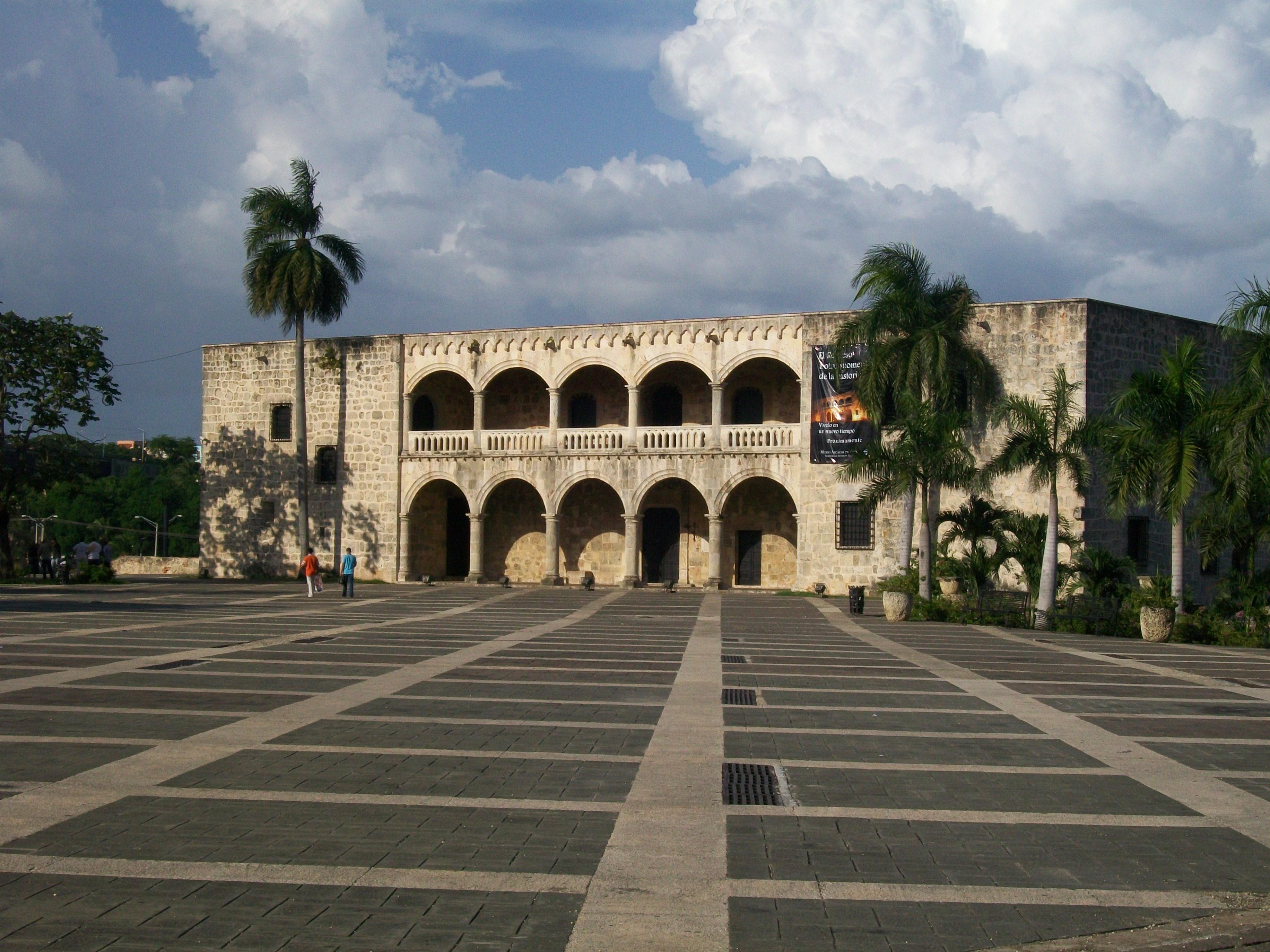
El Alcázar de Colón fue la parada de esta etapa de la carrera.

- Ciudad de Panamá, Panamá   (Aeropuerto Internacional de Tocumen) a Santo Domingo, República Dominicana  (Aeropuerto Internacional de Las Américas)
- Santo Domingo (Catedral Primada de América)
- Santo Domingo (Estadio Quisqueya)
- Santo Domingo (Fabrica de tabacos "Caoba")
- San Pedro de Macorís (Puente Mauricio Báez)
- Hato Mayor del Rey (Rancho Capote )
- Santo Domingo (Alcázar de Colón)

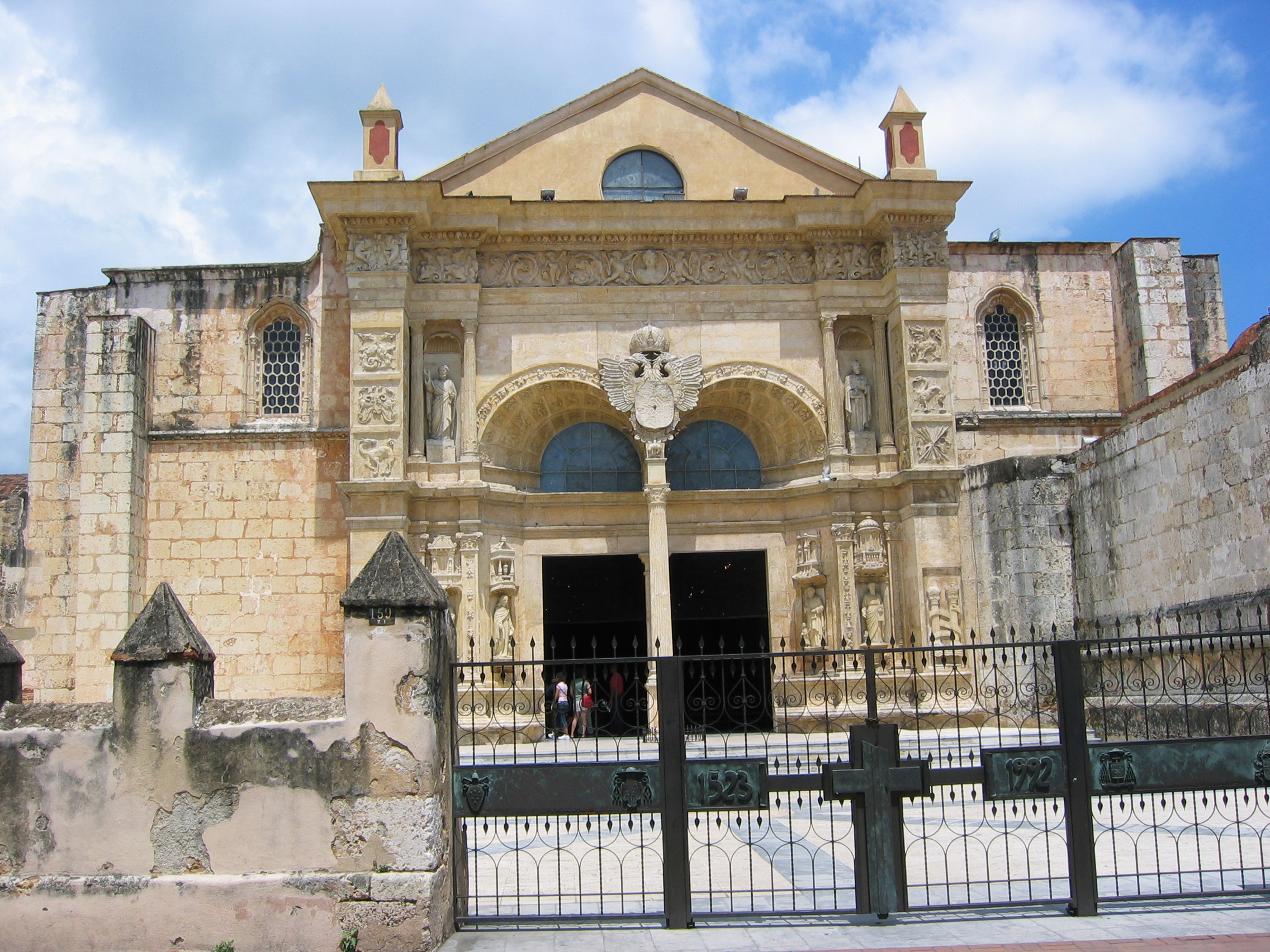
En la catedral primada de América se encontró la primera pista.

- Desvío: ¿Ofrenda o Astucia?

Ofrenda: Descender en una cueva para hallar una estatuilla y reunirla con otra más grande más adelante. A cambio de la estatuilla, tendrán su siguiente pista.
Astucia: Formar un cuadrado a partir de las figuras geométricas del tangram, concluida la tarea, se les daría la próxima pista.
- Obstáculo: Batear un tiro de un pitcher profesional mientras un entrenador observaba su desempeño.

Tareas adicionales
- En los alrededores de la Catedral Primada de América los equipos tenían que encontrar los vehículos marcados para ser transportados a la siguiente caja de pistas.
- En la fábrica de tabacos "Caoba", los equipos enrollaron 10 cigarros Caoba según las instrucciones de un experto, concluida la tarea en forma correcta, se les daría la siguiente pista
- Encontrar en una de las calles de Santo Domingo sus vehículos para transportarse hasta el Puente Mauricio Báez.

- Ganadores de la etapa: Fran y Ferna
- Con multa: Matías y Tamara

### Etapa 11 (República Dominicana → Costa Rica)

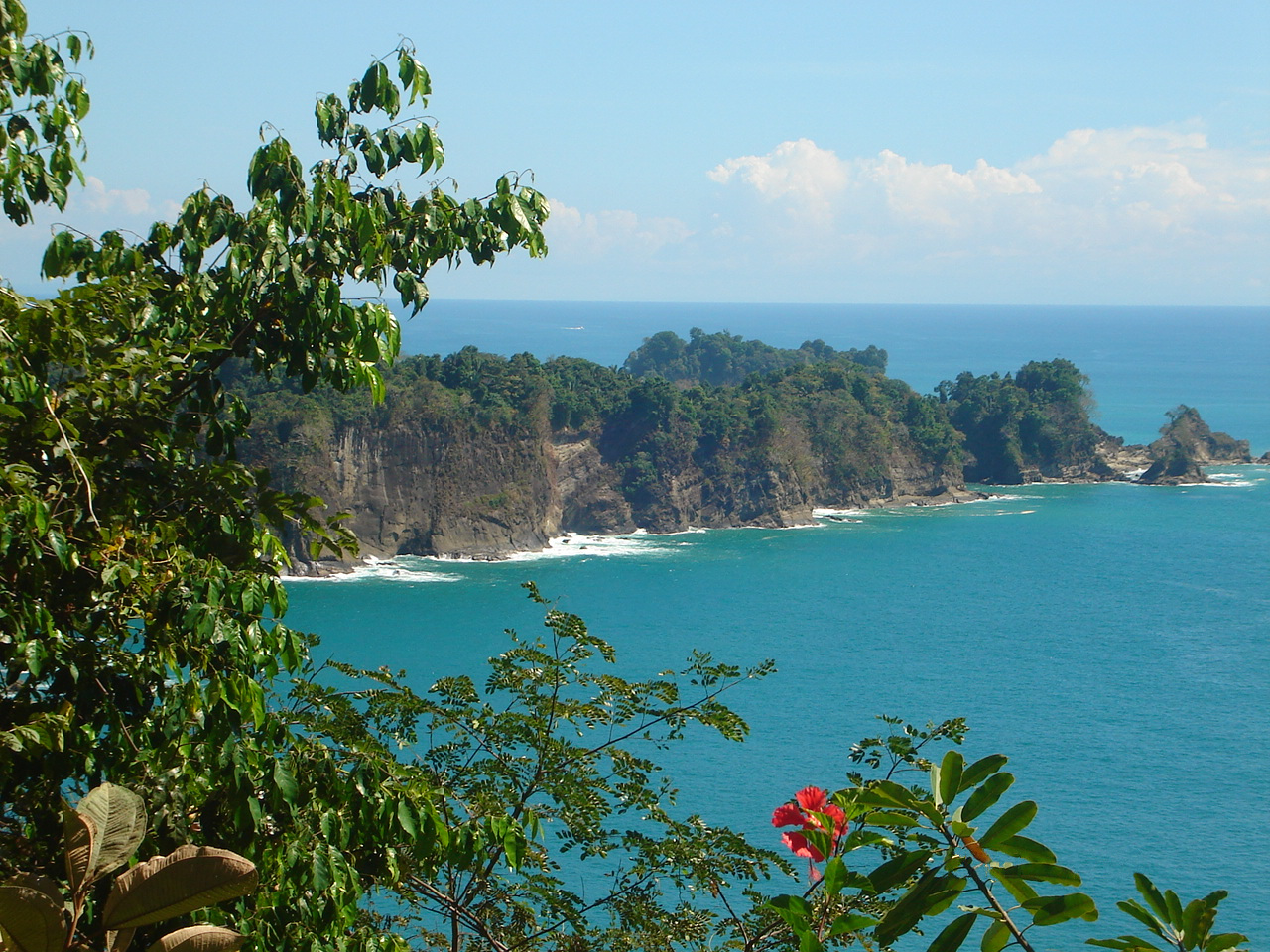
En esta etapa los equipos visitaron el Parque Nacional Manuel Antonio.

- Santo Domingo, República Dominicana  (Aeropuerto Internacional de Las Américas) a San José, Costa Rica  (Aeropuerto Internacional Juan Santamaría) a Quepos (Aeropuerto La Managua)
- Quepos (Parque Nacional Manuel Antonio, Playa Gemelas)
- Quepos (Parque Nacional Manuel Antonio, Punta Catedral)
- Quepos (Parque Nacional Manuel Antonio, Playa de Espadilla Norte)
- Quepos a San José
- San José (Planetario de la Universidad de Costa Rica)
- Cartago (Parque Nacional Volcán Irazú - Volcán Irazú)

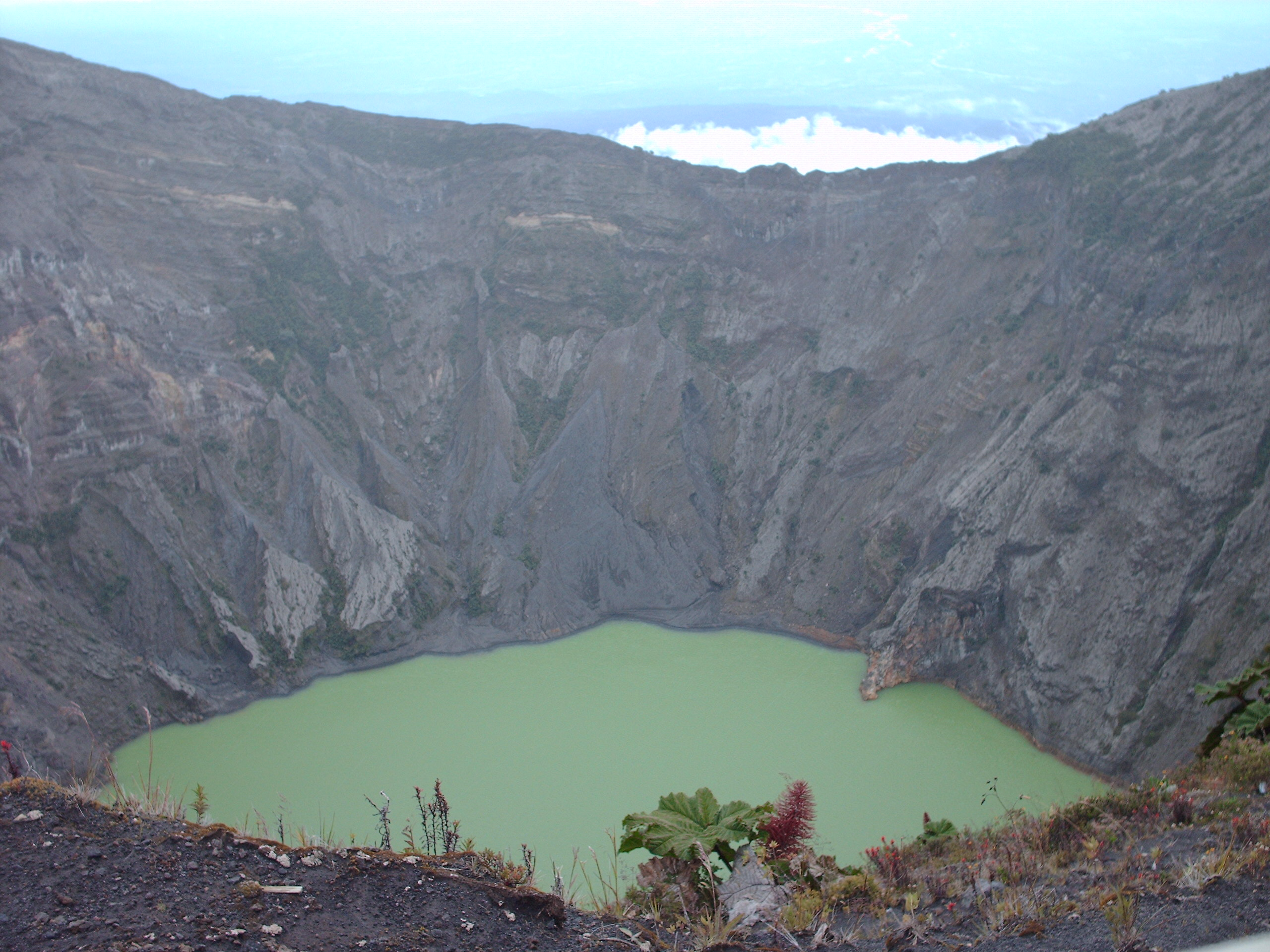
Cráter del volcán Irazú, parada de la etapa.

- Obstáculo: Cavar en un sector de la playa determinado para encontrar un cofre con la pista adentro, después de haber encontrado otro cofre con las llaves.
- Desvío: ¿Palas o Remos?

Palas: Crear sobre la arena la figura de un caballo de mar a partir de una réplica, un escultor supervisaría la obra para entregarles la próxima pista.
Remos:: Remar en kajac a una embarcación donde Juan Ignacio Megli, un velerista olímpico guatemalteco, les entregaría su próxima pista.
- Multa: Matías y Tamara fueron hasta el hotel Manuel Antonio para acondicionar 6 habitaciones, tender las camas y presentar la toallas en forma de patos, hasta que recibir la aprobación del ama de llaves.

Tareas Adicionales
- En el puesto de cocos de Espadilla Norte los grupos debieron realizar un desafío matemático teórico.
- En el Planetario los equipos debieron acomodar los planetas por su proximidad al Sol, si el orden esta bien un astrónomo les dará su próxima pista.

- Ganadores de la etapa: Fran y Ferna
- Eliminados: Daniel y Carlos

### Etapa 12 - Primera mitad (Costa Rica → México)

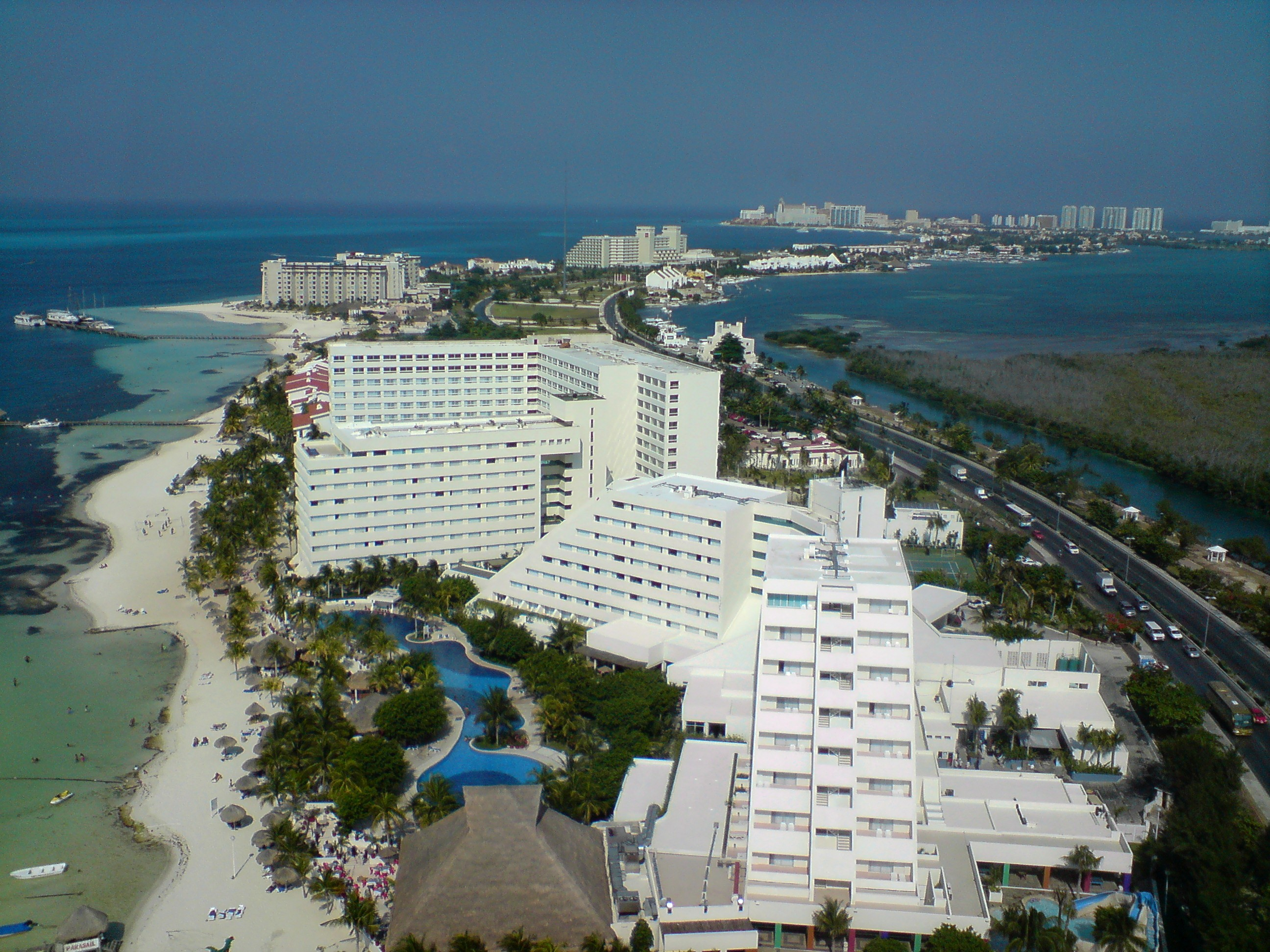
Zona Hotelera de Cancún.

- San José, Costa Rica  (Aeropuerto Internacional Juan Santamaría) a  Cancún, México  (Aeropuerto Internacional de Cancún)
- Cancún (AquaFun Marina)
- Playa del Carmen (Blue Parrot Restaurant)
- Playa del Carmen (Xcaret Eco Park)
- Playa del Carmen (Cenote del Jaguar)
- Playa del Carmen (Hotel Fairmont Mayakoba) (Punto intermedio de la etapa; el propio Harris Whitbeck informa a los equipos que no es una "parada" y deben continuar.)

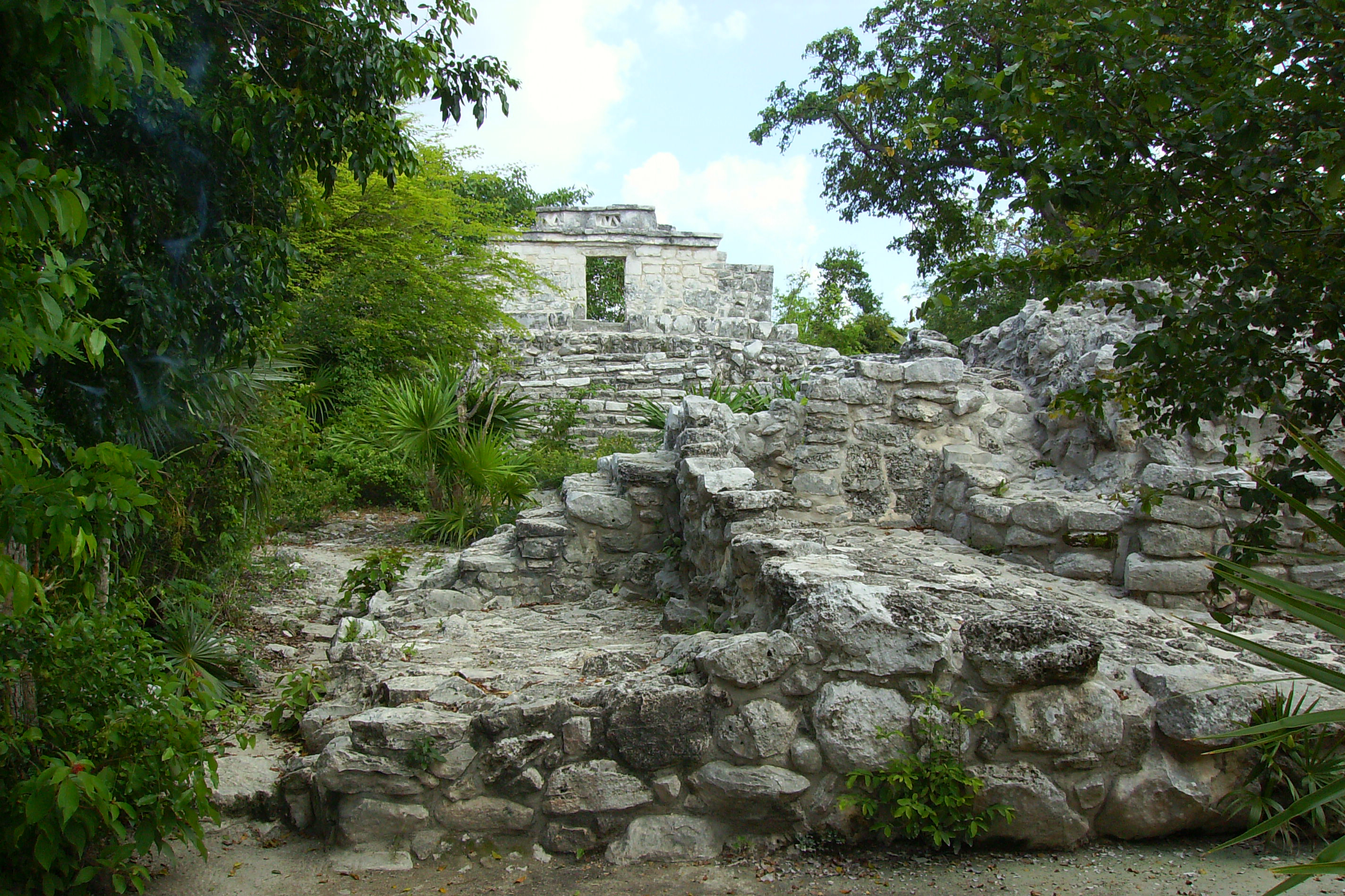
Xcaret Eco Park.

- Obstáculo: Comer un platillo de la comida tradicional mexicana, compuesto por 3 tacos rellenos de grillos y gusanos.
- Desvío: ¿Altura o Profundidad?

Altura: Subir un poste engrasado en 3 minutos, y cada miembro del equipo tenía que alcanzar una bandera sobre la cima del poste, una vez con las dos banderas ellos recibirían la siguiente pista.
Profundidad: Zambullirse en un estanque de tiburones en 3 minutos, y cada miembro de equipo tenía que encontrar dos piedras marcadas en el fondo del tanque, una vez encontradas ellos recibirían la siguiente pista.
Tareas Adicionales
- En el Cenote del Jaguar, los equipos tuvieron que participar en un ritual Maya, luego entrar en el cenote y buscar la siguiente pista en la pared.

- Ganadores de la etapa: Daniel y David
- Último lugar: Matías y Tamara (punto medio de la etapa)

### Etapa 12 - Segunda mitad (México)

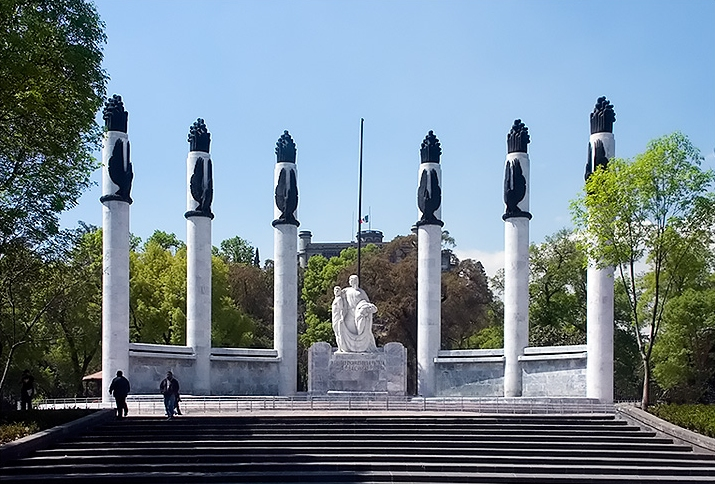
Monumento a los Niños Héroes, parada de esta etapa y la última del juego.

- Cancún, México  (Aeropuerto Internacional de Cancún) a México D.F., México  (Aeropuerto Internacional Benito Juárez)
- México D.F. (Monumento a la Independencia)
- México D.F. (Arena México)
- México D.F. (Embarcadero Nativitas)
- México D.F. (Estadio Olímpico Universitario)
- México D.F. (Bosque de Chapultepec, Monumento a los Niños Héroes)  (Parada Final)

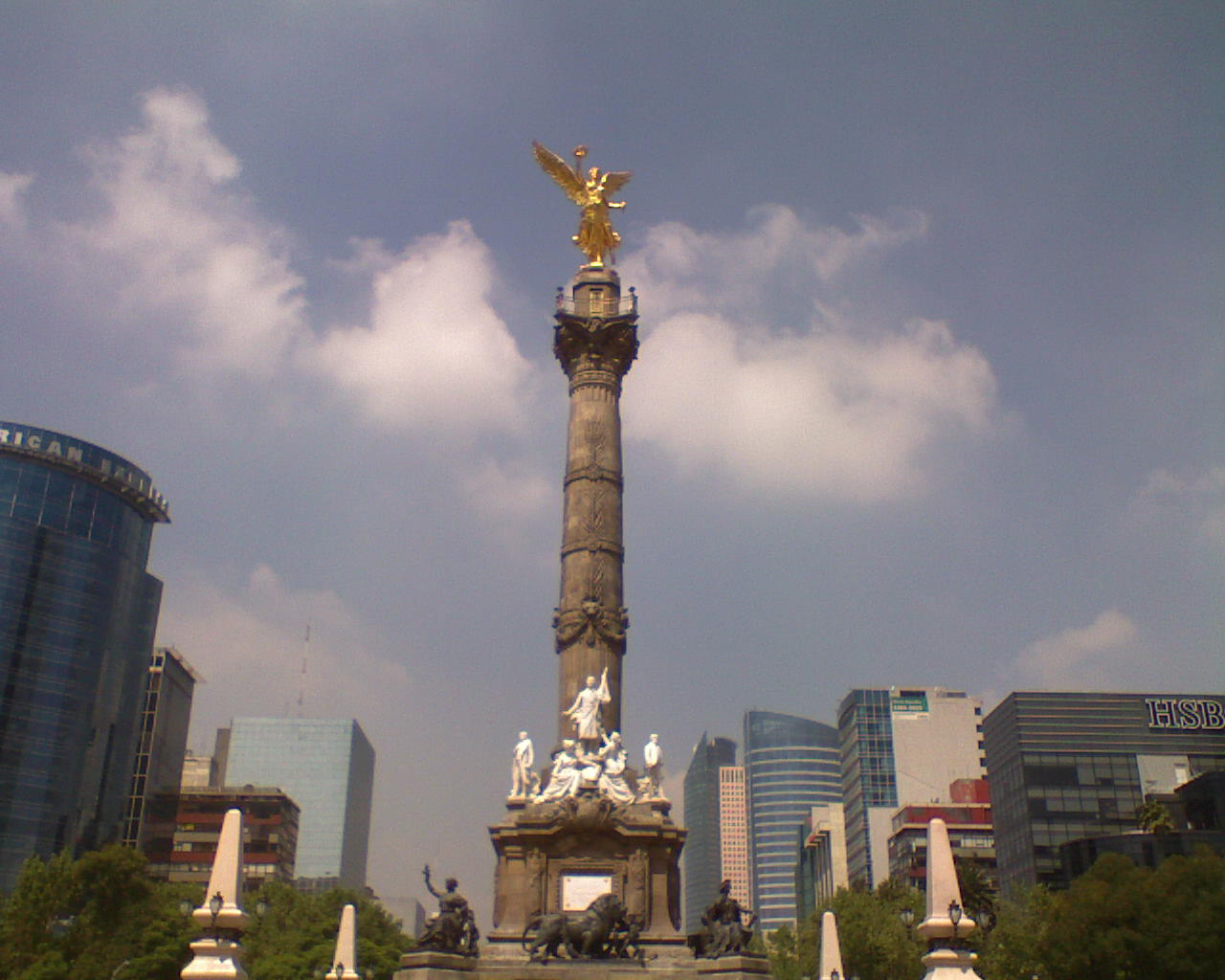
El Monumento a la Independencia fue visitado en la última etapa.

- Obstáculo: Agarrar una bandera distintiva del juego que estaba en la pierna de los luchadores, mientras estos trataban de tumbar a los participantes.
- Desvío: ¿Mariachis o Trajineras?

Mariachis: Ir en una tradicional barca de Xochimilco, e ir hasta donde estaban los mariachis; los participantes tenían que encontrar una imagen de la Santa Muerte que estaban escondidas en los sombreros de los mismos, una vez encontrada la imagen el mariachi portador del sombrero en el cual esta se encontró les dará la siguiente pista.
Trajineras: Encontrar una barca con un nombre determinado, una vez encontrada la misma se debía buscar una pista dentro la ella.
Tareas Adicionales
- En el estacionamiento de la Arena México: Usando una laptop con el servicio de internet móvil 3G de Telcel, los participantes tuvieron que buscar la tercera delegación más grande de la Ciudad de México (Xochimilco).
- En el Estadio Olímpico Universitario, los equipos tuvieron que ordenar en orden cronológico los nombres de las ciudades que visitaron durante la competencia, junto con las imágenes de los respectivos anfitriones de cada una de ellas.

- Ganadores: Matías y Tamara
- 2.º: Daniel y David
- 3.er: Fran y Ferna

## Transmisión
Si bien el espacio es una producción conjunta de Disney Media Networks Latin America y RGB Entertainment para Discovery Networks Latin America, la necesidad de difundir este proyecto entre la teleaudiencia latinoamericana implicaba, obviamente, recurrir a la televisión abierta; tal como ocurre con la cuarta edición de Latin American Idol, programa de Sony Entertainment Television.
Los países que emitieron The Amazing Race en Discovery Channel vía la televisión abierta son:
- Canal 9
- Unitel
- La Red (2009), Telecanal (2011-)
- RCN Televisión
- Teletica
- Teleamazonas
- Telecorporación Salvadoreña a través de Canal 2 (2010) y Canal 4 (2014-).
- Radio y Televisión Guatemala S.A. a través de Trecevisión (2009) y Canal 3 (2014).
- Televicentro a través de HRTG Televisión - Compañía Televisora Hondureña S.A.
- TV Azteca a través de Azteca 7.
- Medcom a través de RPC.
- Paravision
- Grupo ATV a través de ATV (2009) y Red TV (2014-)
- Tele Antillas
- Teledoce
- Venevisión

El país en que no se emite el programa por televisión abierta es Brasil.

## Curiosidades
- Los trece capítulos del espacio se grabaron entre mayo y julio del 2009 en el más estricto secreto para evitar filtraciones en la prensa y en el público sobre los resultados. Ese secreto recién lo conoció el público el domingo 13 de diciembre, día de la primera emisión de la gran final.
- En la versión para TV abierta existen dos omisiones: en el título no figura la frase "en Discovery Channel" y no se mencionan los premios entregados a los ganadores de cada etapa que pertenecen a Visa, Nintendo y Chevrolet, que son los tres auspiciantes principales del programa.
- Durante el año después de la carrera Matias y Tamara se divorciaron, mientras que Anna y Rodrigo dejaron de ser novios. Sin embargo, ambas exparejas mantienen en la actualidad una cordial relación de amistad.
- En el 2016 los gemelos mexicanos Gabriel y Guillermo Villarreal concursaron en el reality show Abandonados, Asia: La Ruta del Dragón de Azteca 7, el cual acabarían ganándolo. Consiguieron 1,100,000 pesos mexicanos más un viaje a Grecia.